# Urs
Urșii sunt mamifere omnivore din familia Ursidae aparținând subordinului Caniformia. Deși există doar opt specii de urși, aceștia sunt răspândiți, apărând într-o mare varietate de habitate în toată emisfera nordică și parțial în emisfera sudică. Se găsesc în America de Nord, America de Sud, Europa și Asia. Caracteristicile comune ale urșilor moderni includ corpuri mari cu picioare îndesate, bot lung, urechi mici rotunjite, păr aspru, labe plantigrade cu cinci gheare neretractibile și cozi scurte.
În timp ce ursul polar este în mare parte carnivor, iar ursul panda se hrănește aproape în întregime cu bambus, celelalte șase specii sunt omnivore, cu diete variate. Cu excepția cuplurilor în timpul curtarii și a mamelor cu puii lor, urșii sunt în general animale solitare. Pot fi diurni sau nocturni și au un excelent simț al mirosului. În ciuda constituției lor greoaie și a mersului stângace, ei sunt alergători, cățărători și înotători experți. Urșii folosesc adăposturile naturale, cum ar fi peșterile și copacii scorburoși, drept bârloguri; majoritatea speciilor petrec iarna în interiorul bârlogului într-o lungă perioadă de hibernare, care poate ajunge până la 100 de zile. 
Urșii au fost vânați încă din timpuri preistorice pentru carnea și blana lor; au fost folosiți în lupte și alte forme de divertisment, cum ar fi să danseze. Cu prezența lor fizică puternică, ei joacă un rol proeminent în arte, mitologie și alte aspecte culturale ale diferitelor societăți umane. În vremurile moderne, urșii au fost supuși unei presiuni din cauza invadării habitatelor lor și a comerțului ilegal cu părți din urși. IUCN enumeră șase specii de urși ca fiind vulnerabile sau pe cale de dispariție și chiar specia cea mai puțin îngrijorătoare, cum ar fi ursul brun, este expusă riscului de dispariție în anumite țări. Braconajul și comerțul internațional al acestor populații cele mai amenințate sunt interzise, dar sunt încă în desfășurare.

## Etimologie
Cuvântul românesc urs este moștenit din limba latină, ursus. Alte denumiri legate de urși, cum ar fi cea a infraordinului Arctoidea provine din greaca veche ἄρκτος (arktos), „urs”, precum și termenii „arctic” și „antarctic”.
Numele taxonilor urșilor, cum ar fi Ursidae și Ursus, provin din latinescul Ursus (urs)/Ursa (ursoaică). Prenumele feminin „Ursula”, derivat inițial din numele unui sfânt creștin, înseamnă „mica ursă” (diminutiv din latinescul ursa). În Elveția, prenumele masculin „Urs” este deosebit de popular, în timp ce numele cantonului și orașului Berna sunt derivate din Bär, cuvântul german pentru urs. Numele germanic Bernard (inclusiv Bernhardt și forme similare) înseamnă „urs curajos”, „urs robust” sau „urs îndrăzneț”.
Cuvântul englezesc „bear” provine din engleza veche bera și aparține unei familii de nume pentru urs în limbile germanice, cum ar fi suedezul björn. În mod convențional, se spune că această formă este legată de un cuvânt proto-indo-european pentru „maro”, astfel încât „ursul” ar însemna „cel maro”. Cu toate acestea, lingvistul Donald Ringe notează că, deși această etimologie este plauzibilă din punct de vedere semantic, nu se poate găsi un cuvânt care să însemne „maro” în această formă în proto-indo-european. El sugerează în schimb că „urs” provine din cuvântul proto-indo-european *ǵʰwḗr- ~ *ǵʰwér „animal sălbatic”.

## Taxonomie
Familia Ursidae este una dintre cele nouă familii din subordinul Caniformia, ordinul Carnivora. Cele mai apropiate rude în viață ale urșilor sunt pinipedele, canidele și musteloidele. Urșii moderni cuprind opt specii în trei subfamilii: Ailuropodinae (monotipic cu ursul panda), Tremarctinae (monotipic cu ursul cu ochelari) și Ursinae (conținând șase specii împărțite în unul până la trei genuri, în funcție de autoritate). Analiza cromozomilor nucleari arată că cariotipul celor șase urși este aproape identic, fiecare având 74 de cromozomi, în timp ce panda uriaș are 42 de cromozomi și ursul cu ochelari 52. Aceste numere mai mici pot fi explicate prin fuziunea unor cromozomi; în plus, faptul că modelele de bandă de pe acestea se potrivesc cu cele ale speciilor ursine dar diferă de cele ale procionidelor, susține includerea acestor două specii în Ursidae mai degrabă decât în Procyonidae, unde au fost plasate de unele autorități anterioare.

### Filogenie
Urșii formează o cladă în cadrul Carnivora. Cladograma se bazează pe filogenie moleculara de șase gene la Flynn, 2005.
|  | †Hemicyonidae |
|  |               |
|  | Ursidae       |
|  |               |

|             | Pinnipedia                                                                             |
|             |                                                                                        |
| Musteloidea | \| \| Ailuridae \| \| \| \| \| \| Procyonidae \| \| \| \| \| \| Mustelidae \| \| \| \| |
|             | \| \| Ailuridae \| \| \| \| \| \| Procyonidae \| \| \| \| \| \| Mustelidae \| \| \| \| |
|             | Ailuridae                                                                              |
|             |                                                                                        |
|             | Procyonidae                                                                            |
|             |                                                                                        |
|             | Mustelidae                                                                             |
|             |                                                                                        |

|  | Ailuridae   |
|  |             |
|  | Procyonidae |
|  |             |
|  | Mustelidae  |
|  |             |

|  | †Hemicyonidae |
|  |               |
|  | Ursidae       |
|  |               |

|             | Pinnipedia                                                                             |
|             |                                                                                        |
| Musteloidea | \| \| Ailuridae \| \| \| \| \| \| Procyonidae \| \| \| \| \| \| Mustelidae \| \| \| \| |
|             | \| \| Ailuridae \| \| \| \| \| \| Procyonidae \| \| \| \| \| \| Mustelidae \| \| \| \| |
|             | Ailuridae                                                                              |
|             |                                                                                        |
|             | Procyonidae                                                                            |
|             |                                                                                        |
|             | Mustelidae                                                                             |
|             |                                                                                        |

|  | Ailuridae   |
|  |             |
|  | Procyonidae |
|  |             |
|  | Mustelidae  |
|  |             |

|  | †Hemicyonidae |
|  |               |
|  | Ursidae       |
|  |               |

|             | Pinnipedia                                                                             |
|             |                                                                                        |
| Musteloidea | \| \| Ailuridae \| \| \| \| \| \| Procyonidae \| \| \| \| \| \| Mustelidae \| \| \| \| |
|             | \| \| Ailuridae \| \| \| \| \| \| Procyonidae \| \| \| \| \| \| Mustelidae \| \| \| \| |
|             | Ailuridae                                                                              |
|             |                                                                                        |
|             | Procyonidae                                                                            |
|             |                                                                                        |
|             | Mustelidae                                                                             |
|             |                                                                                        |

|  | Ailuridae   |
|  |             |
|  | Procyonidae |
|  |             |
|  | Mustelidae  |
|  |             |

|  | †Hemicyonidae |
|  |               |
|  | Ursidae       |
|  |               |

|             | Pinnipedia                                                                             |
|             |                                                                                        |
| Musteloidea | \| \| Ailuridae \| \| \| \| \| \| Procyonidae \| \| \| \| \| \| Mustelidae \| \| \| \| |
|             | \| \| Ailuridae \| \| \| \| \| \| Procyonidae \| \| \| \| \| \| Mustelidae \| \| \| \| |
|             | Ailuridae                                                                              |
|             |                                                                                        |
|             | Procyonidae                                                                            |
|             |                                                                                        |
|             | Mustelidae                                                                             |
|             |                                                                                        |

|  | Ailuridae   |
|  |             |
|  | Procyonidae |
|  |             |
|  | Mustelidae  |
|  |             |

|  | †Hemicyonidae |
|  |               |
|  | Ursidae       |
|  |               |

|             | Pinnipedia                                                                             |
|             |                                                                                        |
| Musteloidea | \| \| Ailuridae \| \| \| \| \| \| Procyonidae \| \| \| \| \| \| Mustelidae \| \| \| \| |
|             | \| \| Ailuridae \| \| \| \| \| \| Procyonidae \| \| \| \| \| \| Mustelidae \| \| \| \| |
|             | Ailuridae                                                                              |
|             |                                                                                        |
|             | Procyonidae                                                                            |
|             |                                                                                        |
|             | Mustelidae                                                                             |
|             |                                                                                        |

|  | Ailuridae   |
|  |             |
|  | Procyonidae |
|  |             |
|  | Mustelidae  |
|  |             |

|  | †Hemicyonidae |
|  |               |
|  | Ursidae       |
|  |               |

|             | Pinnipedia                                                                             |
|             |                                                                                        |
| Musteloidea | \| \| Ailuridae \| \| \| \| \| \| Procyonidae \| \| \| \| \| \| Mustelidae \| \| \| \| |
|             | \| \| Ailuridae \| \| \| \| \| \| Procyonidae \| \| \| \| \| \| Mustelidae \| \| \| \| |
|             | Ailuridae                                                                              |
|             |                                                                                        |
|             | Procyonidae                                                                            |
|             |                                                                                        |
|             | Mustelidae                                                                             |
|             |                                                                                        |

|  | Ailuridae   |
|  |             |
|  | Procyonidae |
|  |             |
|  | Mustelidae  |
|  |             |

|  | †Hemicyonidae |
|  |               |
|  | Ursidae       |
|  |               |

|             | Pinnipedia                                                                             |
|             |                                                                                        |
| Musteloidea | \| \| Ailuridae \| \| \| \| \| \| Procyonidae \| \| \| \| \| \| Mustelidae \| \| \| \| |
|             | \| \| Ailuridae \| \| \| \| \| \| Procyonidae \| \| \| \| \| \| Mustelidae \| \| \| \| |
|             | Ailuridae                                                                              |
|             |                                                                                        |
|             | Procyonidae                                                                            |
|             |                                                                                        |
|             | Mustelidae                                                                             |
|             |                                                                                        |

|  | Ailuridae   |
|  |             |
|  | Procyonidae |
|  |             |
|  | Mustelidae  |
|  |             |

|  | †Hemicyonidae |
|  |               |
|  | Ursidae       |
|  |               |

|             | Pinnipedia                                                                             |
|             |                                                                                        |
| Musteloidea | \| \| Ailuridae \| \| \| \| \| \| Procyonidae \| \| \| \| \| \| Mustelidae \| \| \| \| |
|             | \| \| Ailuridae \| \| \| \| \| \| Procyonidae \| \| \| \| \| \| Mustelidae \| \| \| \| |
|             | Ailuridae                                                                              |
|             |                                                                                        |
|             | Procyonidae                                                                            |
|             |                                                                                        |
|             | Mustelidae                                                                             |
|             |                                                                                        |

|  | Ailuridae   |
|  |             |
|  | Procyonidae |
|  |             |
|  | Mustelidae  |
|  |             |

Rețineți că, deși sunt numiți „urși” în unele limbi, panda roșii și ratonii și rudele lor apropiate nu sunt urși, ci mai degrabă musteloizi.
Există două ipoteze filogenetice cu privire la relațiile dintre speciile de urși existente și fosile. Una este toate speciile de urși sunt clasificate în șapte subfamilii: Amphicynodontinae, Hemicyoninae, Ursavinae, Agriotheriinae, Ailuropodinae, Tremarctinae și Ursinae. Mai jos este o cladogramă a subfamiliilor de urși după McLellan și Reiner (1992) și Qiu și colab. (2014):
|  | Ailuropodinae                                            |
|  |                                                          |
|  | \| \| Tremarctinae \| \| \| \| \| \| Ursinae \| \| \| \| |
|  |                                                          |
|  | Tremarctinae                                             |
|  |                                                          |
|  | Ursinae                                                  |
|  |                                                          |

|  | Tremarctinae |
|  |              |
|  | Ursinae      |
|  |              |

|  | Ailuropodinae                                            |
|  |                                                          |
|  | \| \| Tremarctinae \| \| \| \| \| \| Ursinae \| \| \| \| |
|  |                                                          |
|  | Tremarctinae                                             |
|  |                                                          |
|  | Ursinae                                                  |
|  |                                                          |

|  | Tremarctinae |
|  |              |
|  | Ursinae      |
|  |              |

|  | Ailuropodinae                                            |
|  |                                                          |
|  | \| \| Tremarctinae \| \| \| \| \| \| Ursinae \| \| \| \| |
|  |                                                          |
|  | Tremarctinae                                             |
|  |                                                          |
|  | Ursinae                                                  |
|  |                                                          |

|  | Tremarctinae |
|  |              |
|  | Ursinae      |
|  |              |

|  | Ailuropodinae                                            |
|  |                                                          |
|  | \| \| Tremarctinae \| \| \| \| \| \| Ursinae \| \| \| \| |
|  |                                                          |
|  | Tremarctinae                                             |
|  |                                                          |
|  | Ursinae                                                  |
|  |                                                          |

|  | Tremarctinae |
|  |              |
|  | Ursinae      |
|  |              |

|  | Ailuropodinae                                            |
|  |                                                          |
|  | \| \| Tremarctinae \| \| \| \| \| \| Ursinae \| \| \| \| |
|  |                                                          |
|  | Tremarctinae                                             |
|  |                                                          |
|  | Ursinae                                                  |
|  |                                                          |

|  | Tremarctinae |
|  |              |
|  | Ursinae      |
|  |              |

|  | Ailuropodinae                                            |
|  |                                                          |
|  | \| \| Tremarctinae \| \| \| \| \| \| Ursinae \| \| \| \| |
|  |                                                          |
|  | Tremarctinae                                             |
|  |                                                          |
|  | Ursinae                                                  |
|  |                                                          |

|  | Tremarctinae |
|  |              |
|  | Ursinae      |
|  |              |

|  | Ailuropodinae                                            |
|  |                                                          |
|  | \| \| Tremarctinae \| \| \| \| \| \| Ursinae \| \| \| \| |
|  |                                                          |
|  | Tremarctinae                                             |
|  |                                                          |
|  | Ursinae                                                  |
|  |                                                          |

|  | Tremarctinae |
|  |              |
|  | Ursinae      |
|  |              |

|  | Ailuropodinae                                            |
|  |                                                          |
|  | \| \| Tremarctinae \| \| \| \| \| \| Ursinae \| \| \| \| |
|  |                                                          |
|  | Tremarctinae                                             |
|  |                                                          |
|  | Ursinae                                                  |
|  |                                                          |

|  | Tremarctinae |
|  |              |
|  | Ursinae      |
|  |              |

|  | Ailuropodinae                                            |
|  |                                                          |
|  | \| \| Tremarctinae \| \| \| \| \| \| Ursinae \| \| \| \| |
|  |                                                          |
|  | Tremarctinae                                             |
|  |                                                          |
|  | Ursinae                                                  |
|  |                                                          |

|  | Tremarctinae |
|  |              |
|  | Ursinae      |
|  |              |

|  | Ailuropodinae                                            |
|  |                                                          |
|  | \| \| Tremarctinae \| \| \| \| \| \| Ursinae \| \| \| \| |
|  |                                                          |
|  | Tremarctinae                                             |
|  |                                                          |
|  | Ursinae                                                  |
|  |                                                          |

|  | Tremarctinae |
|  |              |
|  | Ursinae      |
|  |              |

|  | Ailuropodinae                                            |
|  |                                                          |
|  | \| \| Tremarctinae \| \| \| \| \| \| Ursinae \| \| \| \| |
|  |                                                          |
|  | Tremarctinae                                             |
|  |                                                          |
|  | Ursinae                                                  |
|  |                                                          |

|  | Tremarctinae |
|  |              |
|  | Ursinae      |
|  |              |

|  | Ailuropodinae                                            |
|  |                                                          |
|  | \| \| Tremarctinae \| \| \| \| \| \| Ursinae \| \| \| \| |
|  |                                                          |
|  | Tremarctinae                                             |
|  |                                                          |
|  | Ursinae                                                  |
|  |                                                          |

|  | Tremarctinae |
|  |              |
|  | Ursinae      |
|  |              |

|  | Ailuropodinae                                            |
|  |                                                          |
|  | \| \| Tremarctinae \| \| \| \| \| \| Ursinae \| \| \| \| |
|  |                                                          |
|  | Tremarctinae                                             |
|  |                                                          |
|  | Ursinae                                                  |
|  |                                                          |

|  | Tremarctinae |
|  |              |
|  | Ursinae      |
|  |              |

|  | Ailuropodinae                                            |
|  |                                                          |
|  | \| \| Tremarctinae \| \| \| \| \| \| Ursinae \| \| \| \| |
|  |                                                          |
|  | Tremarctinae                                             |
|  |                                                          |
|  | Ursinae                                                  |
|  |                                                          |

|  | Tremarctinae |
|  |              |
|  | Ursinae      |
|  |              |

|  | Ailuropodinae                                            |
|  |                                                          |
|  | \| \| Tremarctinae \| \| \| \| \| \| Ursinae \| \| \| \| |
|  |                                                          |
|  | Tremarctinae                                             |
|  |                                                          |
|  | Ursinae                                                  |
|  |                                                          |

|  | Tremarctinae |
|  |              |
|  | Ursinae      |
|  |              |

|  | Ailuropodinae                                            |
|  |                                                          |
|  | \| \| Tremarctinae \| \| \| \| \| \| Ursinae \| \| \| \| |
|  |                                                          |
|  | Tremarctinae                                             |
|  |                                                          |
|  | Ursinae                                                  |
|  |                                                          |

|  | Tremarctinae |
|  |              |
|  | Ursinae      |
|  |              |

A doua ipoteză filogenetică alternativă a fost implementată de McKenna și colab. (1997) pentru a clasifica toate speciile de urși în superfamilia Ursoidea, Hemicyoninae și Agriotheriinae fiind clasificate în familia „Hemicyonidae”. În clasificarea McKenna și Bell, atât urșii, cât și pinipedele se află într-un parvordin de mamifere carnivore cunoscute sub numele de Ursida, împreună cu mamiferele extincte din familia Amphicyonidae. Mai jos este cladograma bazată pe clasificarea McKenna și Bell (1997):
|  | †Amphicynodontidae |
|  |                    |
|  | Pinnipedia         |
|  |                    |

|  | †Hemicyoninae   |
|  |                 |
|  | †Agriotheriinae |
|  |                 |

|  | \| \| Tremarctinae \| \| \| \| \| \| Ursinae \| \| \| \| |
|  |                                                          |
|  | Tremarctinae                                             |
|  |                                                          |
|  | Ursinae                                                  |
|  |                                                          |

|  | Tremarctinae |
|  |              |
|  | Ursinae      |
|  |              |

|  | \| \| Tremarctinae \| \| \| \| \| \| Ursinae \| \| \| \| |
|  |                                                          |
|  | Tremarctinae                                             |
|  |                                                          |
|  | Ursinae                                                  |
|  |                                                          |

|  | Tremarctinae |
|  |              |
|  | Ursinae      |
|  |              |

|  | \| \| Tremarctinae \| \| \| \| \| \| Ursinae \| \| \| \| |
|  |                                                          |
|  | Tremarctinae                                             |
|  |                                                          |
|  | Ursinae                                                  |
|  |                                                          |

|  | Tremarctinae |
|  |              |
|  | Ursinae      |
|  |              |

|  | \| \| Tremarctinae \| \| \| \| \| \| Ursinae \| \| \| \| |
|  |                                                          |
|  | Tremarctinae                                             |
|  |                                                          |
|  | Ursinae                                                  |
|  |                                                          |

|  | Tremarctinae |
|  |              |
|  | Ursinae      |
|  |              |

|  | †Hemicyoninae   |
|  |                 |
|  | †Agriotheriinae |
|  |                 |

|  | \| \| Tremarctinae \| \| \| \| \| \| Ursinae \| \| \| \| |
|  |                                                          |
|  | Tremarctinae                                             |
|  |                                                          |
|  | Ursinae                                                  |
|  |                                                          |

|  | Tremarctinae |
|  |              |
|  | Ursinae      |
|  |              |

|  | \| \| Tremarctinae \| \| \| \| \| \| Ursinae \| \| \| \| |
|  |                                                          |
|  | Tremarctinae                                             |
|  |                                                          |
|  | Ursinae                                                  |
|  |                                                          |

|  | Tremarctinae |
|  |              |
|  | Ursinae      |
|  |              |

|  | \| \| Tremarctinae \| \| \| \| \| \| Ursinae \| \| \| \| |
|  |                                                          |
|  | Tremarctinae                                             |
|  |                                                          |
|  | Ursinae                                                  |
|  |                                                          |

|  | Tremarctinae |
|  |              |
|  | Ursinae      |
|  |              |

|  | \| \| Tremarctinae \| \| \| \| \| \| Ursinae \| \| \| \| |
|  |                                                          |
|  | Tremarctinae                                             |
|  |                                                          |
|  | Ursinae                                                  |
|  |                                                          |

|  | Tremarctinae |
|  |              |
|  | Ursinae      |
|  |              |

|  | †Amphicynodontidae |
|  |                    |
|  | Pinnipedia         |
|  |                    |

|  | †Hemicyoninae   |
|  |                 |
|  | †Agriotheriinae |
|  |                 |

|  | \| \| Tremarctinae \| \| \| \| \| \| Ursinae \| \| \| \| |
|  |                                                          |
|  | Tremarctinae                                             |
|  |                                                          |
|  | Ursinae                                                  |
|  |                                                          |

|  | Tremarctinae |
|  |              |
|  | Ursinae      |
|  |              |

|  | \| \| Tremarctinae \| \| \| \| \| \| Ursinae \| \| \| \| |
|  |                                                          |
|  | Tremarctinae                                             |
|  |                                                          |
|  | Ursinae                                                  |
|  |                                                          |

|  | Tremarctinae |
|  |              |
|  | Ursinae      |
|  |              |

|  | \| \| Tremarctinae \| \| \| \| \| \| Ursinae \| \| \| \| |
|  |                                                          |
|  | Tremarctinae                                             |
|  |                                                          |
|  | Ursinae                                                  |
|  |                                                          |

|  | Tremarctinae |
|  |              |
|  | Ursinae      |
|  |              |

|  | \| \| Tremarctinae \| \| \| \| \| \| Ursinae \| \| \| \| |
|  |                                                          |
|  | Tremarctinae                                             |
|  |                                                          |
|  | Ursinae                                                  |
|  |                                                          |

|  | Tremarctinae |
|  |              |
|  | Ursinae      |
|  |              |

|  | †Hemicyoninae   |
|  |                 |
|  | †Agriotheriinae |
|  |                 |

|  | \| \| Tremarctinae \| \| \| \| \| \| Ursinae \| \| \| \| |
|  |                                                          |
|  | Tremarctinae                                             |
|  |                                                          |
|  | Ursinae                                                  |
|  |                                                          |

|  | Tremarctinae |
|  |              |
|  | Ursinae      |
|  |              |

|  | \| \| Tremarctinae \| \| \| \| \| \| Ursinae \| \| \| \| |
|  |                                                          |
|  | Tremarctinae                                             |
|  |                                                          |
|  | Ursinae                                                  |
|  |                                                          |

|  | Tremarctinae |
|  |              |
|  | Ursinae      |
|  |              |

|  | \| \| Tremarctinae \| \| \| \| \| \| Ursinae \| \| \| \| |
|  |                                                          |
|  | Tremarctinae                                             |
|  |                                                          |
|  | Ursinae                                                  |
|  |                                                          |

|  | Tremarctinae |
|  |              |
|  | Ursinae      |
|  |              |

|  | \| \| Tremarctinae \| \| \| \| \| \| Ursinae \| \| \| \| |
|  |                                                          |
|  | Tremarctinae                                             |
|  |                                                          |
|  | Ursinae                                                  |
|  |                                                          |

|  | Tremarctinae |
|  |              |
|  | Ursinae      |
|  |              |

|  | †Amphicynodontidae |
|  |                    |
|  | Pinnipedia         |
|  |                    |

|  | †Hemicyoninae   |
|  |                 |
|  | †Agriotheriinae |
|  |                 |

|  | \| \| Tremarctinae \| \| \| \| \| \| Ursinae \| \| \| \| |
|  |                                                          |
|  | Tremarctinae                                             |
|  |                                                          |
|  | Ursinae                                                  |
|  |                                                          |

|  | Tremarctinae |
|  |              |
|  | Ursinae      |
|  |              |

|  | \| \| Tremarctinae \| \| \| \| \| \| Ursinae \| \| \| \| |
|  |                                                          |
|  | Tremarctinae                                             |
|  |                                                          |
|  | Ursinae                                                  |
|  |                                                          |

|  | Tremarctinae |
|  |              |
|  | Ursinae      |
|  |              |

|  | \| \| Tremarctinae \| \| \| \| \| \| Ursinae \| \| \| \| |
|  |                                                          |
|  | Tremarctinae                                             |
|  |                                                          |
|  | Ursinae                                                  |
|  |                                                          |

|  | Tremarctinae |
|  |              |
|  | Ursinae      |
|  |              |

|  | \| \| Tremarctinae \| \| \| \| \| \| Ursinae \| \| \| \| |
|  |                                                          |
|  | Tremarctinae                                             |
|  |                                                          |
|  | Ursinae                                                  |
|  |                                                          |

|  | Tremarctinae |
|  |              |
|  | Ursinae      |
|  |              |

|  | †Hemicyoninae   |
|  |                 |
|  | †Agriotheriinae |
|  |                 |

|  | \| \| Tremarctinae \| \| \| \| \| \| Ursinae \| \| \| \| |
|  |                                                          |
|  | Tremarctinae                                             |
|  |                                                          |
|  | Ursinae                                                  |
|  |                                                          |

|  | Tremarctinae |
|  |              |
|  | Ursinae      |
|  |              |

|  | \| \| Tremarctinae \| \| \| \| \| \| Ursinae \| \| \| \| |
|  |                                                          |
|  | Tremarctinae                                             |
|  |                                                          |
|  | Ursinae                                                  |
|  |                                                          |

|  | Tremarctinae |
|  |              |
|  | Ursinae      |
|  |              |

|  | \| \| Tremarctinae \| \| \| \| \| \| Ursinae \| \| \| \| |
|  |                                                          |
|  | Tremarctinae                                             |
|  |                                                          |
|  | Ursinae                                                  |
|  |                                                          |

|  | Tremarctinae |
|  |              |
|  | Ursinae      |
|  |              |

|  | \| \| Tremarctinae \| \| \| \| \| \| Ursinae \| \| \| \| |
|  |                                                          |
|  | Tremarctinae                                             |
|  |                                                          |
|  | Ursinae                                                  |
|  |                                                          |

|  | Tremarctinae |
|  |              |
|  | Ursinae      |
|  |              |

|  | †Amphicynodontidae |
|  |                    |
|  | Pinnipedia         |
|  |                    |

|  | †Hemicyoninae   |
|  |                 |
|  | †Agriotheriinae |
|  |                 |

|  | \| \| Tremarctinae \| \| \| \| \| \| Ursinae \| \| \| \| |
|  |                                                          |
|  | Tremarctinae                                             |
|  |                                                          |
|  | Ursinae                                                  |
|  |                                                          |

|  | Tremarctinae |
|  |              |
|  | Ursinae      |
|  |              |

|  | \| \| Tremarctinae \| \| \| \| \| \| Ursinae \| \| \| \| |
|  |                                                          |
|  | Tremarctinae                                             |
|  |                                                          |
|  | Ursinae                                                  |
|  |                                                          |

|  | Tremarctinae |
|  |              |
|  | Ursinae      |
|  |              |

|  | \| \| Tremarctinae \| \| \| \| \| \| Ursinae \| \| \| \| |
|  |                                                          |
|  | Tremarctinae                                             |
|  |                                                          |
|  | Ursinae                                                  |
|  |                                                          |

|  | Tremarctinae |
|  |              |
|  | Ursinae      |
|  |              |

|  | \| \| Tremarctinae \| \| \| \| \| \| Ursinae \| \| \| \| |
|  |                                                          |
|  | Tremarctinae                                             |
|  |                                                          |
|  | Ursinae                                                  |
|  |                                                          |

|  | Tremarctinae |
|  |              |
|  | Ursinae      |
|  |              |

|  | †Hemicyoninae   |
|  |                 |
|  | †Agriotheriinae |
|  |                 |

|  | \| \| Tremarctinae \| \| \| \| \| \| Ursinae \| \| \| \| |
|  |                                                          |
|  | Tremarctinae                                             |
|  |                                                          |
|  | Ursinae                                                  |
|  |                                                          |

|  | Tremarctinae |
|  |              |
|  | Ursinae      |
|  |              |

|  | \| \| Tremarctinae \| \| \| \| \| \| Ursinae \| \| \| \| |
|  |                                                          |
|  | Tremarctinae                                             |
|  |                                                          |
|  | Ursinae                                                  |
|  |                                                          |

|  | Tremarctinae |
|  |              |
|  | Ursinae      |
|  |              |

|  | \| \| Tremarctinae \| \| \| \| \| \| Ursinae \| \| \| \| |
|  |                                                          |
|  | Tremarctinae                                             |
|  |                                                          |
|  | Ursinae                                                  |
|  |                                                          |

|  | Tremarctinae |
|  |              |
|  | Ursinae      |
|  |              |

|  | \| \| Tremarctinae \| \| \| \| \| \| Ursinae \| \| \| \| |
|  |                                                          |
|  | Tremarctinae                                             |
|  |                                                          |
|  | Ursinae                                                  |
|  |                                                          |

|  | Tremarctinae |
|  |              |
|  | Ursinae      |
|  |              |

Filogenia speciilor de urs existente este prezentată într-o cladogramă bazată pe secvențierea completă a ADN-ul mitocondrial de Yu și colab. (2007) Panda uriaș, urmată de ursul cu ochelari, sunt în mod clar cea mai veche specie. Relațiile celorlalte specii nu sunt foarte bine rezolvate, deși ursul polar și ursul brun formează o grupare apropiată.
|  | Urs brun  |
|  |           |
|  | Urs polar |
|  |           |

|  | \| \| Urs negru asiatic \| \| \| \| \| \| Urs negru american \| \| \| \| |
|  |                                                                          |
|  | Urs malaez                                                               |
|  |                                                                          |
|  | Urs negru asiatic                                                        |
|  |                                                                          |
|  | Urs negru american                                                       |
|  |                                                                          |

|  | Urs negru asiatic  |
|  |                    |
|  | Urs negru american |
|  |                    |

|  | Urs brun  |
|  |           |
|  | Urs polar |
|  |           |

|  | \| \| Urs negru asiatic \| \| \| \| \| \| Urs negru american \| \| \| \| |
|  |                                                                          |
|  | Urs malaez                                                               |
|  |                                                                          |
|  | Urs negru asiatic                                                        |
|  |                                                                          |
|  | Urs negru american                                                       |
|  |                                                                          |

|  | Urs negru asiatic  |
|  |                    |
|  | Urs negru american |
|  |                    |

|  | Urs brun  |
|  |           |
|  | Urs polar |
|  |           |

|  | \| \| Urs negru asiatic \| \| \| \| \| \| Urs negru american \| \| \| \| |
|  |                                                                          |
|  | Urs malaez                                                               |
|  |                                                                          |
|  | Urs negru asiatic                                                        |
|  |                                                                          |
|  | Urs negru american                                                       |
|  |                                                                          |

|  | Urs negru asiatic  |
|  |                    |
|  | Urs negru american |
|  |                    |

|  | Urs brun  |
|  |           |
|  | Urs polar |
|  |           |

|  | \| \| Urs negru asiatic \| \| \| \| \| \| Urs negru american \| \| \| \| |
|  |                                                                          |
|  | Urs malaez                                                               |
|  |                                                                          |
|  | Urs negru asiatic                                                        |
|  |                                                                          |
|  | Urs negru american                                                       |
|  |                                                                          |

|  | Urs negru asiatic  |
|  |                    |
|  | Urs negru american |
|  |                    |

|  | Urs brun  |
|  |           |
|  | Urs polar |
|  |           |

|  | \| \| Urs negru asiatic \| \| \| \| \| \| Urs negru american \| \| \| \| |
|  |                                                                          |
|  | Urs malaez                                                               |
|  |                                                                          |
|  | Urs negru asiatic                                                        |
|  |                                                                          |
|  | Urs negru american                                                       |
|  |                                                                          |

|  | Urs negru asiatic  |
|  |                    |
|  | Urs negru american |
|  |                    |

|  | Urs brun  |
|  |           |
|  | Urs polar |
|  |           |

|  | \| \| Urs negru asiatic \| \| \| \| \| \| Urs negru american \| \| \| \| |
|  |                                                                          |
|  | Urs malaez                                                               |
|  |                                                                          |
|  | Urs negru asiatic                                                        |
|  |                                                                          |
|  | Urs negru american                                                       |
|  |                                                                          |

|  | Urs negru asiatic  |
|  |                    |
|  | Urs negru american |
|  |                    |

|  | Urs brun  |
|  |           |
|  | Urs polar |
|  |           |

|  | \| \| Urs negru asiatic \| \| \| \| \| \| Urs negru american \| \| \| \| |
|  |                                                                          |
|  | Urs malaez                                                               |
|  |                                                                          |
|  | Urs negru asiatic                                                        |
|  |                                                                          |
|  | Urs negru american                                                       |
|  |                                                                          |

|  | Urs negru asiatic  |
|  |                    |
|  | Urs negru american |
|  |                    |

|  | Urs brun  |
|  |           |
|  | Urs polar |
|  |           |

|  | \| \| Urs negru asiatic \| \| \| \| \| \| Urs negru american \| \| \| \| |
|  |                                                                          |
|  | Urs malaez                                                               |
|  |                                                                          |
|  | Urs negru asiatic                                                        |
|  |                                                                          |
|  | Urs negru american                                                       |
|  |                                                                          |

|  | Urs negru asiatic  |
|  |                    |
|  | Urs negru american |
|  |                    |

|  | Urs brun  |
|  |           |
|  | Urs polar |
|  |           |

|  | \| \| Urs negru asiatic \| \| \| \| \| \| Urs negru american \| \| \| \| |
|  |                                                                          |
|  | Urs malaez                                                               |
|  |                                                                          |
|  | Urs negru asiatic                                                        |
|  |                                                                          |
|  | Urs negru american                                                       |
|  |                                                                          |

|  | Urs negru asiatic  |
|  |                    |
|  | Urs negru american |
|  |                    |

|  | Urs brun  |
|  |           |
|  | Urs polar |
|  |           |

|  | \| \| Urs negru asiatic \| \| \| \| \| \| Urs negru american \| \| \| \| |
|  |                                                                          |
|  | Urs malaez                                                               |
|  |                                                                          |
|  | Urs negru asiatic                                                        |
|  |                                                                          |
|  | Urs negru american                                                       |
|  |                                                                          |

|  | Urs negru asiatic  |
|  |                    |
|  | Urs negru american |
|  |                    |

|  | Urs brun  |
|  |           |
|  | Urs polar |
|  |           |

|  | \| \| Urs negru asiatic \| \| \| \| \| \| Urs negru american \| \| \| \| |
|  |                                                                          |
|  | Urs malaez                                                               |
|  |                                                                          |
|  | Urs negru asiatic                                                        |
|  |                                                                          |
|  | Urs negru american                                                       |
|  |                                                                          |

|  | Urs negru asiatic  |
|  |                    |
|  | Urs negru american |
|  |                    |

|  | Urs brun  |
|  |           |
|  | Urs polar |
|  |           |

|  | \| \| Urs negru asiatic \| \| \| \| \| \| Urs negru american \| \| \| \| |
|  |                                                                          |
|  | Urs malaez                                                               |
|  |                                                                          |
|  | Urs negru asiatic                                                        |
|  |                                                                          |
|  | Urs negru american                                                       |
|  |                                                                          |

|  | Urs negru asiatic  |
|  |                    |
|  | Urs negru american |
|  |                    |

|  | Urs brun  |
|  |           |
|  | Urs polar |
|  |           |

|  | \| \| Urs negru asiatic \| \| \| \| \| \| Urs negru american \| \| \| \| |
|  |                                                                          |
|  | Urs malaez                                                               |
|  |                                                                          |
|  | Urs negru asiatic                                                        |
|  |                                                                          |
|  | Urs negru american                                                       |
|  |                                                                          |

|  | Urs negru asiatic  |
|  |                    |
|  | Urs negru american |
|  |                    |

|  | Urs brun  |
|  |           |
|  | Urs polar |
|  |           |

|  | \| \| Urs negru asiatic \| \| \| \| \| \| Urs negru american \| \| \| \| |
|  |                                                                          |
|  | Urs malaez                                                               |
|  |                                                                          |
|  | Urs negru asiatic                                                        |
|  |                                                                          |
|  | Urs negru american                                                       |
|  |                                                                          |

|  | Urs negru asiatic  |
|  |                    |
|  | Urs negru american |
|  |                    |

|  | Urs brun  |
|  |           |
|  | Urs polar |
|  |           |

|  | \| \| Urs negru asiatic \| \| \| \| \| \| Urs negru american \| \| \| \| |
|  |                                                                          |
|  | Urs malaez                                                               |
|  |                                                                          |
|  | Urs negru asiatic                                                        |
|  |                                                                          |
|  | Urs negru american                                                       |
|  |                                                                          |

|  | Urs negru asiatic  |
|  |                    |
|  | Urs negru american |
|  |                    |

|  | Urs brun  |
|  |           |
|  | Urs polar |
|  |           |

|  | \| \| Urs negru asiatic \| \| \| \| \| \| Urs negru american \| \| \| \| |
|  |                                                                          |
|  | Urs malaez                                                               |
|  |                                                                          |
|  | Urs negru asiatic                                                        |
|  |                                                                          |
|  | Urs negru american                                                       |
|  |                                                                          |

|  | Urs negru asiatic  |
|  |                    |
|  | Urs negru american |
|  |                    |

## Caracteristici fizice

### Mărime
Familia urșilor include cele mai masive animale terestre existente din ordinul Carnivora. Ursul polar este considerat a fi cea mai mare specie existentă, cu masculi adulți cântărind 350–700 de kilograme și măsurând 2,4–3 metri în lungime totală. Cea mai mică specie este ursul malaez, care are o greutate de 25–65 kg și 100–140 cm în lungime.
Urșii preistorici din America de Nord și de Sud cu față scurtă au fost cele mai mari specii cunoscute că au trăit. Despre cel din urmă s-a estimat că avea o greutate de 1.600 kg și o înălțime de 3,4 m. Greutatea corporală variază de-a lungul anului la urșii din climatul temperat și arctic, deoarece aceștia acumulează rezerve de grăsime vara și toamna și pierd în greutate în timpul iernii.

### Morfologie

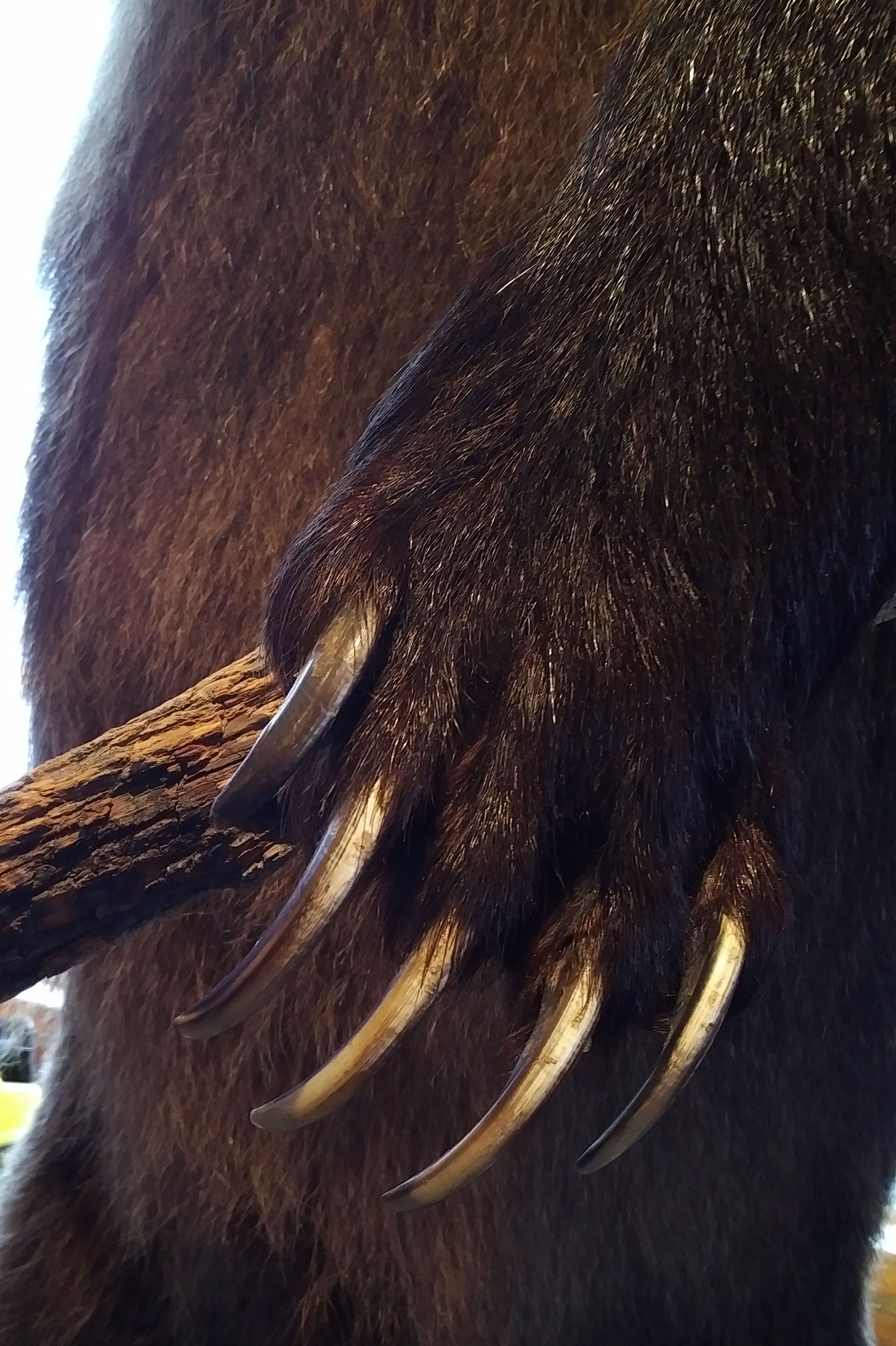
Ghearele de grizzly sunt mai lungi decât ale unui urs negru american și sunt adaptate pentru săpat.

Urșii sunt în general animale voluminoase și robuste, cu cozi scurte. Sunt dimorfi sexual în ceea ce privește dimensiunea, masculii fiind de obicei mai mari. Speciile mai mari tind să prezinte niveluri crescute de dimorfism sexual în comparație cu speciile mai mici. Bazându-se pe putere mai degrabă decât pe viteză, urșii au membre relativ scurte, cu oase groase pentru a-și susține volumul. Omoplatul și pelvisul sunt în mod corespunzător masive. Membrele sunt mult mai drepte decât cele ale felinelor întrucât nu este nevoie ca ei să se flexeze în același mod din cauza diferențelor de mers. Membrele anterioare puternice sunt folosite pentru a prinde prada, pentru a excava bârlogurile, pentru a dezgropa animale ascunse în vizuini, pentru a răsturna stâncile și buștenii pentru a localiza prada și a lovi animale mari.
Spre deosebire de majoritatea carnivorelor terestre, urșii sunt plantigrazi. Își distribuie greutatea către picioarele din spate, ceea ce le face să pară greoaie când merg. Sunt capabili de explozii de viteză, dar obosesc curând și, ca rezultat, se bazează mai mult pe ambuscadă decât pe urmărire. Urșii pot sta pe picioarele din spate și pot sta drept, cu un echilibru remarcabil. Labele lor din față sunt suficient de flexibile pentru a prinde fructe și frunze. Ghearele neretractabile ale urșilor sunt folosite pentru săpat, cățărat, ruperea și prinderea prăzii. Ghearele de la picioarele din față sunt mai mari decât cele din spate și pot fi o piedică atunci când se cațără în copaci. Urșii negri sunt cei mai arborici dintre urși și au cele mai scurte gheare. Panda este unică prin faptul că are o extensie osoasă pe încheietura picioarelor din față, care acționează ca degetul mare și este folosit pentru prinderea mugurilor de bambus în timpul hrănirii.

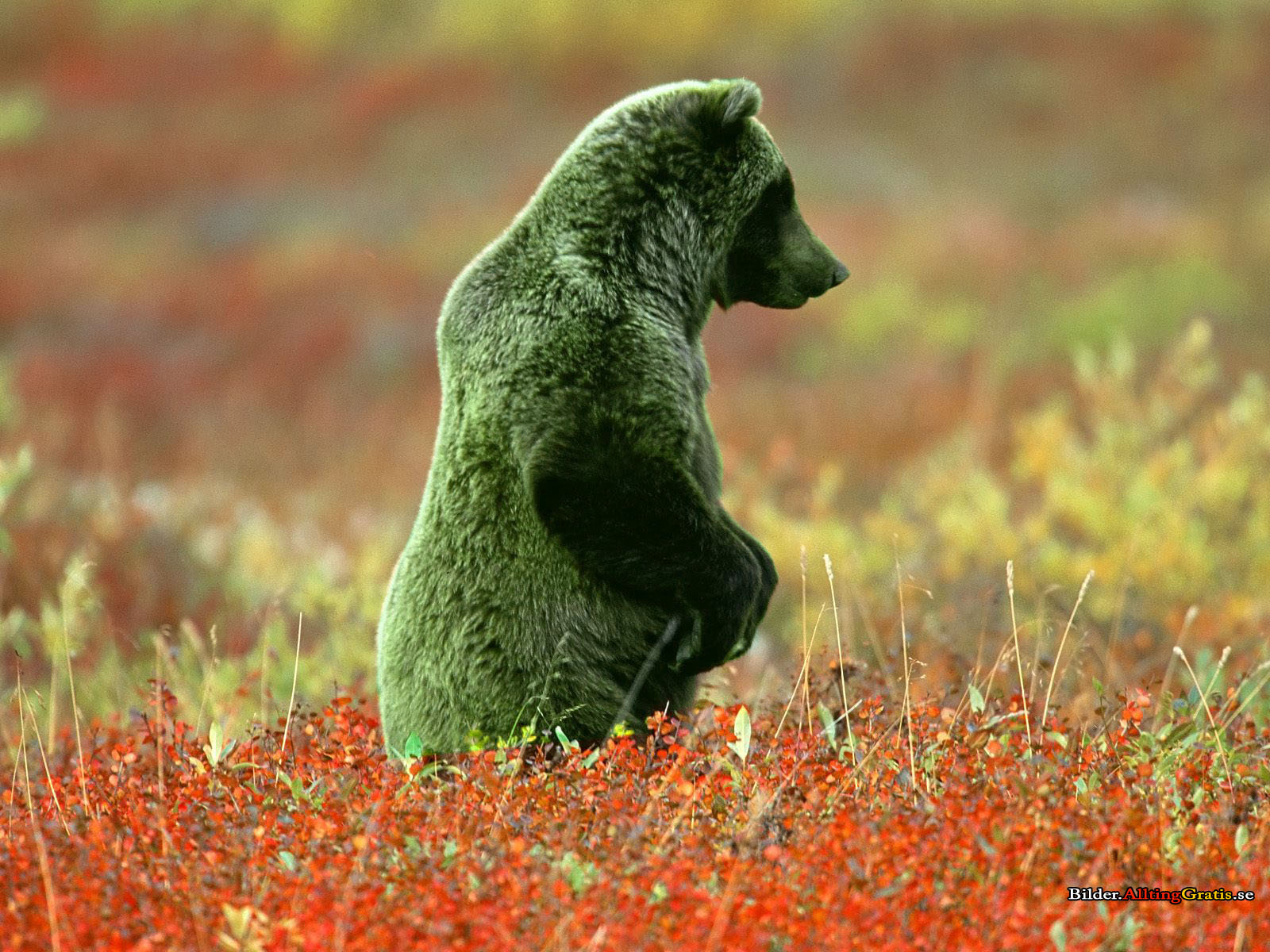
Urșii pot sta drept, cu un echilibru remarcabil.

Blana urșilor este alcătuită din fire lungi de păr, care formează un înveliș de protecție, și din fire scurte și dense de păr, care formează un strat izolator ce captează aerul aproape de piele. Urșii polari au fire de păr goale, translucide, care captează căldură de la soare și o conduce la pielea de culoare închisă de dedesubt. Au un strat gros de grăsime pentru izolare suplimentară, iar tălpile picioarelor au o pernă densă de blană. În timp ce urșii tind să aibă o culoare uniformă, unele specii pot avea semne pe piept sau pe față, iar panda uriaș are o blană alb-negru.
Urșii au urechi mici și rotunjite, astfel încât să minimizeze pierderile de căldură, dar nici auzul și nici vederea nu sunt deosebit de acute. Spre deosebire de multe alte carnivore, aceștia au capacitatea de a vedea culorile, poate pentru a-i ajuta să distingă fructele și nucile coapte. Sunt unici printre carnivore prin faptul că nu au mustăți sensibile la atingere pe bot; cu toate acestea, au un excelent simț al mirosului, mai bun decât cel al câinelui sau, posibil, al oricărui alt mamifer. Folosesc mirosul pentru a se semnala unul altuia (fie pentru a-i avertiza pe rivali, fie pentru a detecta perechea) și pentru a găsi mâncare. Mirosul este principalul simț folosit de urși pentru a-și localiza cea mai mare parte a hranei și au amintiri excelente, care îi ajută să se mute în locurile în care au găsit hrană înainte.

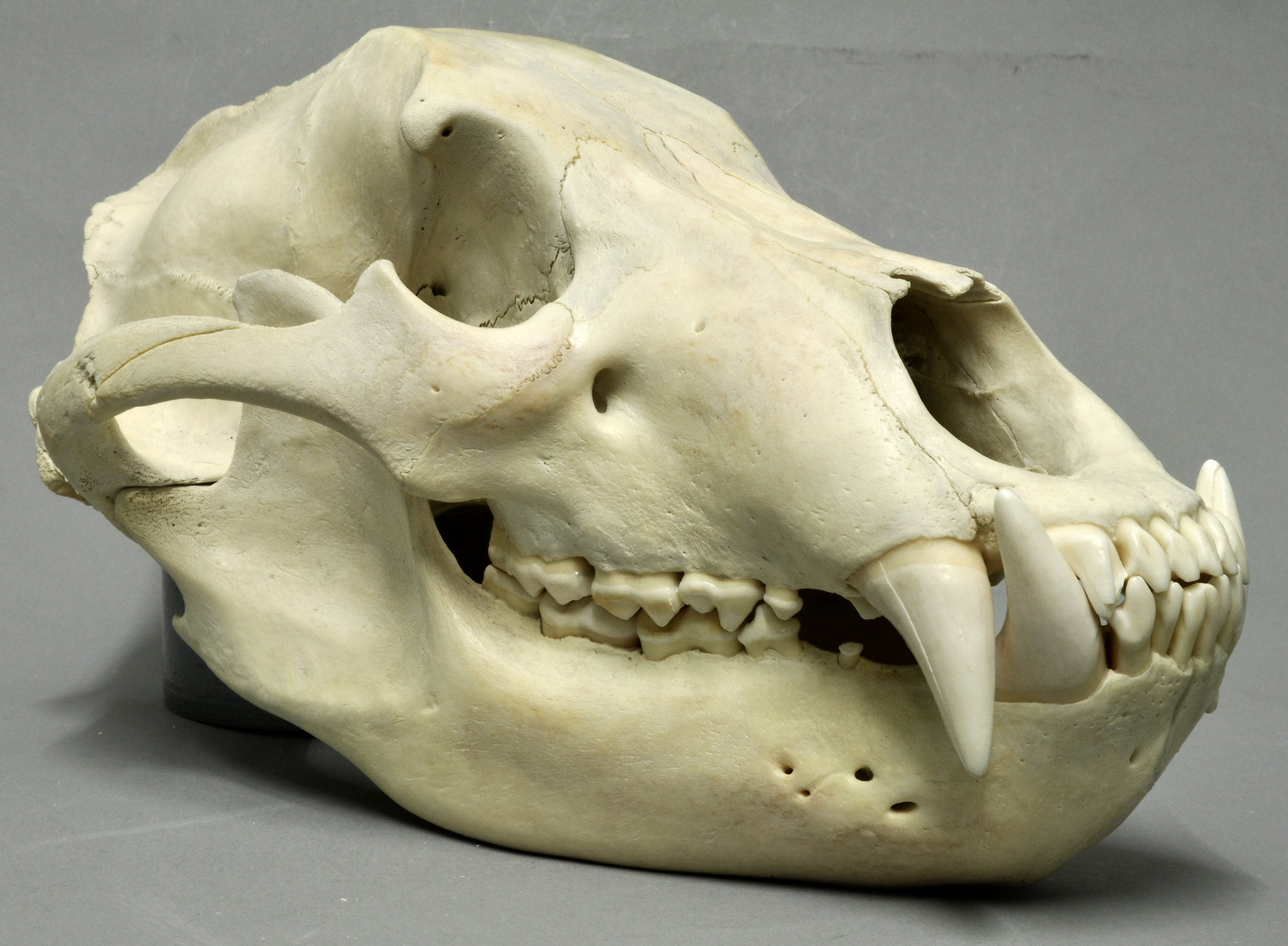
Craniu de urs brun

Craniul urșilor este masiv, oferind ancorare pentru puternicii mușchi ai maxilarului. Caninii sunt mari, dar adesea sunt utilizați pentru afișare, iar molarii sunt plați și folosiți la zdrobirea hranei. Spre deosebire de majoritatea celorlalți membri ai carnivorelor, urșii au dinți carnasiali relativ nedezvoltați, iar dinții lor sunt adaptați pentru o dietă care include o cantitate semnificativă de materie vegetală. Chiar și în cadrul unei specii apar variații considerabile în formula dentară. Acest lucru poate indica faptul că urșii sunt încă în proces de evoluție de la o dietă în care mănâncă în principal carne la una predominant erbivoră. Urșii polari au dinții asemănători carnasierelor, deoarece dieta lor s-a reîntors la cea a carnivorelor. Structura laringelui urșilor pare a fi cea mai primitivă caniforme. Ei posedă pungi de aer conectate la faringe care le pot amplifica vocalizările.
Urșii au un sistem digestiv destul de simplu, tipic pentru carnivore, cu un singur stomac, intestine scurte nediferențiate și fără cecum. Chiar și panda uriaș erbivor are încă sistemul digestiv al unui carnivor, precum și gene specifice carnivorelor. Capacitatea sa de a digera celuloza este atribuită microbilor din intestinul său. Urșii trebuie să petreacă mult timp hrănindu-se pentru a obține suficientă hrană din vegetale. Panda, în special, petrece 12-15 ore pe zi hrănindu-se.

## Distribuție și habitat
În prezent urșii se mai găsesc în șaizeci de țări, în principal în emisfera nordică și sunt concentrați în Asia, America de Nord și Europa. O excepție este ursul cu ochelari; originară din America de Sud, locuiește în regiunea andină. Arealul ursului malaez se extinde sub ecuator în Asia de Sud-Est. Ursul Atlas, o subspecie a ursului brun, trăia în Africa de Nord, din Maroc până în Libia, dar a dispărut în jurul anilor 1870.
Cea mai răspândită specie este ursul brun, care apare din Europa de Vest spre est prin Asia până în zonele de vest ale Americii de Nord. Ursul negru american este limitat la America de Nord, iar ursul polar este limitat la Marea Arctică. Toate speciile de urși rămase sunt asiatice.
Ele apar într-o gamă largă de habitate care includ pădurea tropicală de câmpie, păduri de conifere, păduri de foioase, prerii, stepe, pajiști montane, versanți alpini, tundra arctică și, în cazul ursului polar, sloiuri de gheață. Urșii își pot săpa bârlogurile pe dealuri sau pot folosi ca adăpost peșteri, bușteni găunoși și vegetație densă.

## Comportament și ecologie

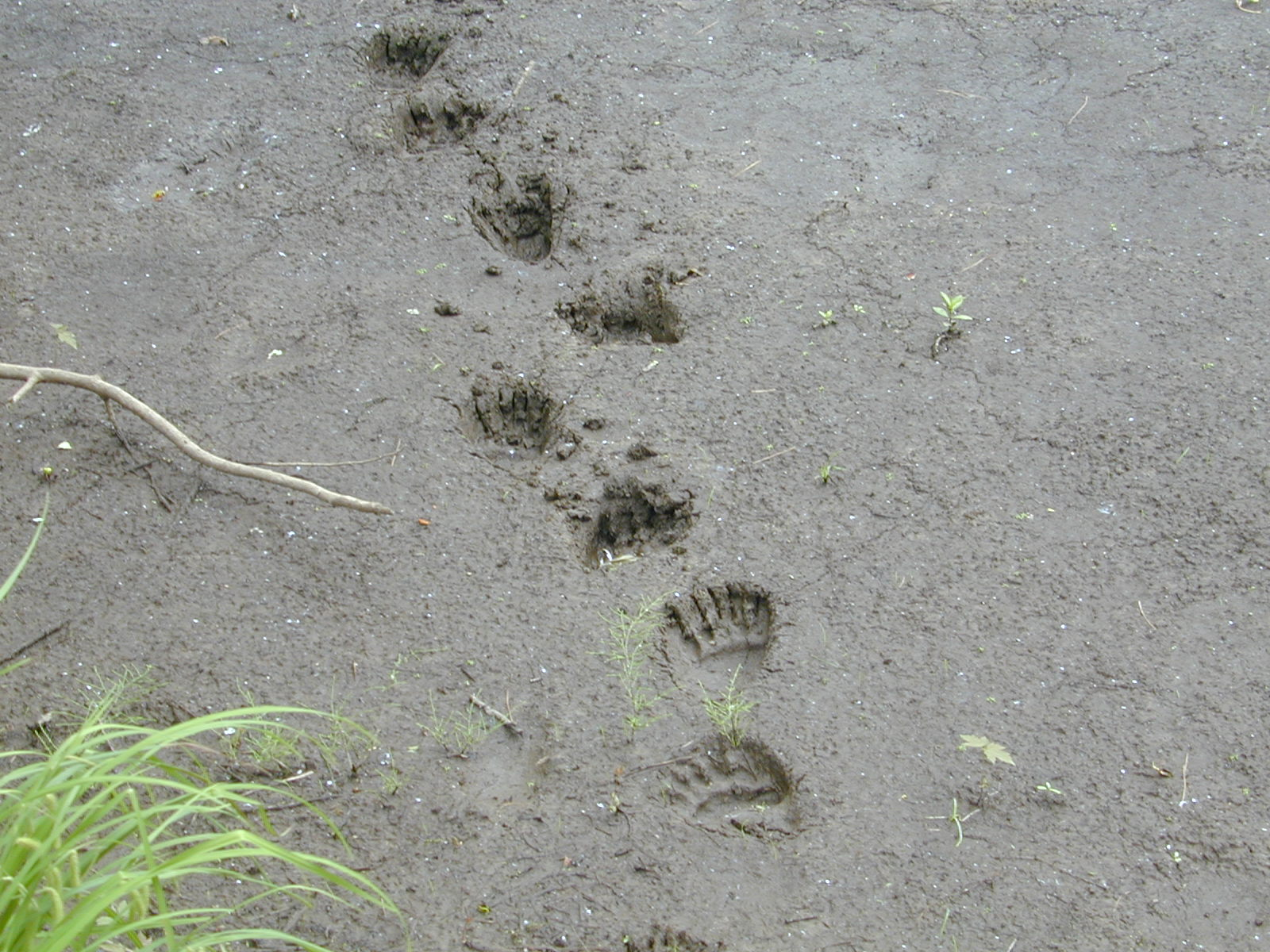
Urme de urs negru american

Urșii bruni și negri americani sunt în general diurni, ceea ce înseamnă că sunt activi în cea mai mare parte în timpul zilei, deși ei pot merge pe distanțe lungi noaptea.
Alte specii pot fi nocturne, active pe timp de noapte, deși femelele cu pui se pot hrăni mai mult în timpul zilei pentru a evita competiția și prădătorii nocturni. Urșii sunt animale solitare și sunt considerate a fi cele mai asociale dintre toate carnivorele. Singurele momente în care urșii sunt întâlniți în grupuri sunt mamele cu pui sau perioadele ocazionale de hrană bogată (cum ar fi curele de somon). Cu simțul lor acut al mirosului, urșii pot localiza carcasele de la câțiva kilometri distanță. Ei se folosesc de simțul mirosului pentru a localiza hrana, pentru a întâlni perechea, pentru a evita rivalii și pentru a-și recunoaște puii.

### Hrănire

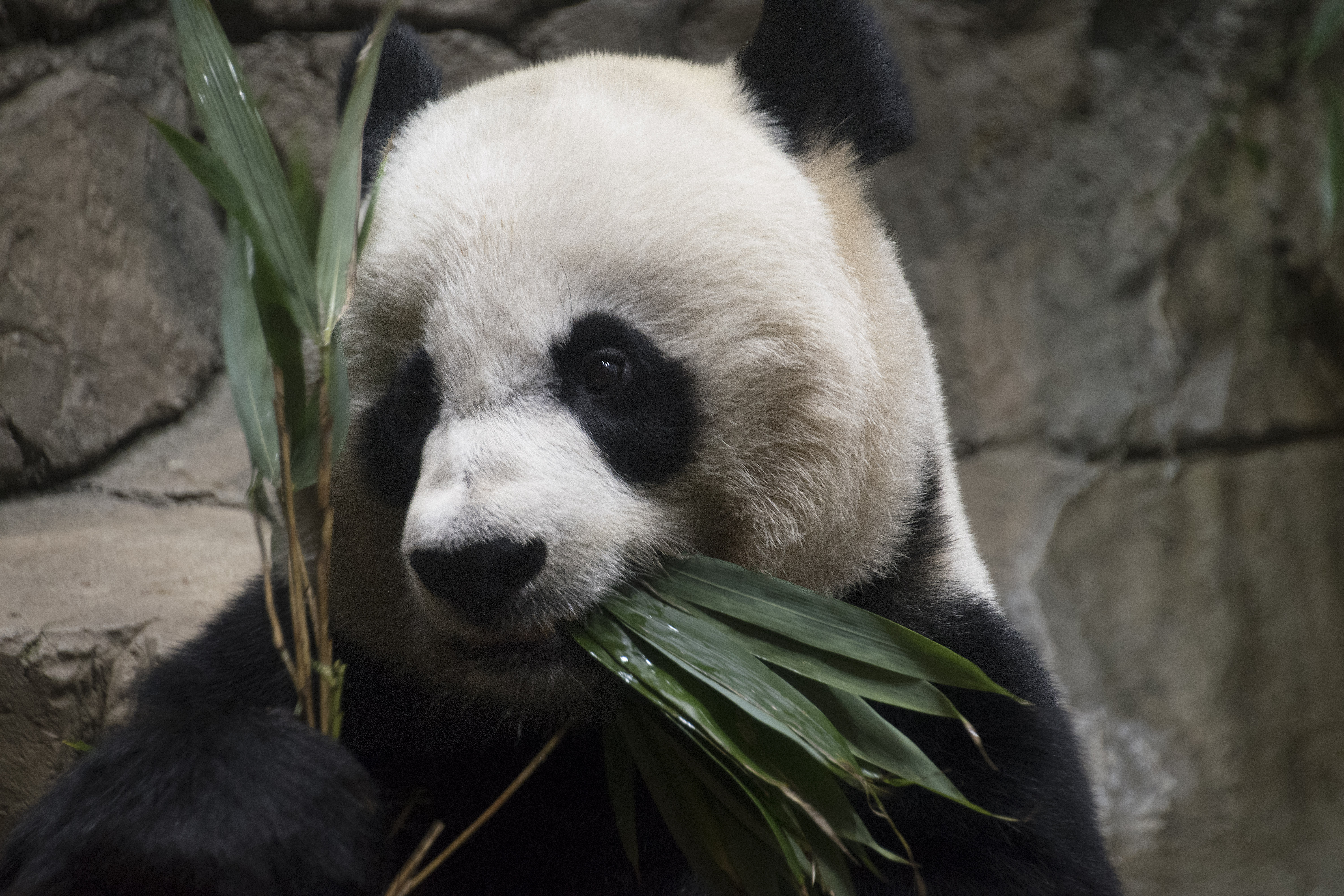
Ursul panda hrănindu-se cu bambus.

Majoritatea urșilor sunt omnivori oportuniști și consumă mai multă materie vegetală decât animală. Ei mănâncă orice, de la frunze, rădăcini și fructe de pădure până la insecte, hoituri, carne proaspătă și pește și au un sistem digestive și dinți adaptați unei astfel de diete. La extreme se află ursul panda aproape în întregime erbivor și ursul polar în mare parte carnivor. Cu toate acestea, toți urșii se hrănesc cu orice sursă de hrană care devine disponibilă sezonier. De exemplu, urșii negri asiatici din Taiwan consumă un număr mare de ghinde atunci când acestea sunt comune și trec la copitate în alte perioade ale anului.
Când caută plante, urșii aleg să le mănânce în stadiul în care sunt cele mai hrănitoare și digerabile, evitând de obicei ierburile, rogozurile și frunzele mai în vârstă. Prin urmare, în zonele temperate mai nordice, pășunatul este mai frecvent la începutul primăverii și mai târziu devine mai restrâns. A ști când plantele sunt coapte pentru a fi mâncate este un comportament învățat. Ei caută fructele de pădure în tufișuri sau în vârful copacilor și încearcă să maximizeze numărul de fructe de pădure consumate față de frunziș. Toamna, unele specii de urși se hrănesc cu cantități mari de fructe fermentate natural, ceea ce le afectează comportamentul. Urșii mai mici se cațără în copaci după ghinde. Urșii bruni, cu abilitățile lor puternice de săpat, mănâncă de obicei rădăcini. Dieta ursului panda constă în peste 99% din bambus, din 30 de specii diferite. Fălcile sale puternice sunt adaptate pentru zdrobirea tulpinilor dure ale acestor plante, deși preferă să mănânce frunzele mai hrănitoare. Bromeliaceele pot reprezenta până la 50% din dieta ursului cu ochelari, care are și fălci puternice pentru a le mușca.

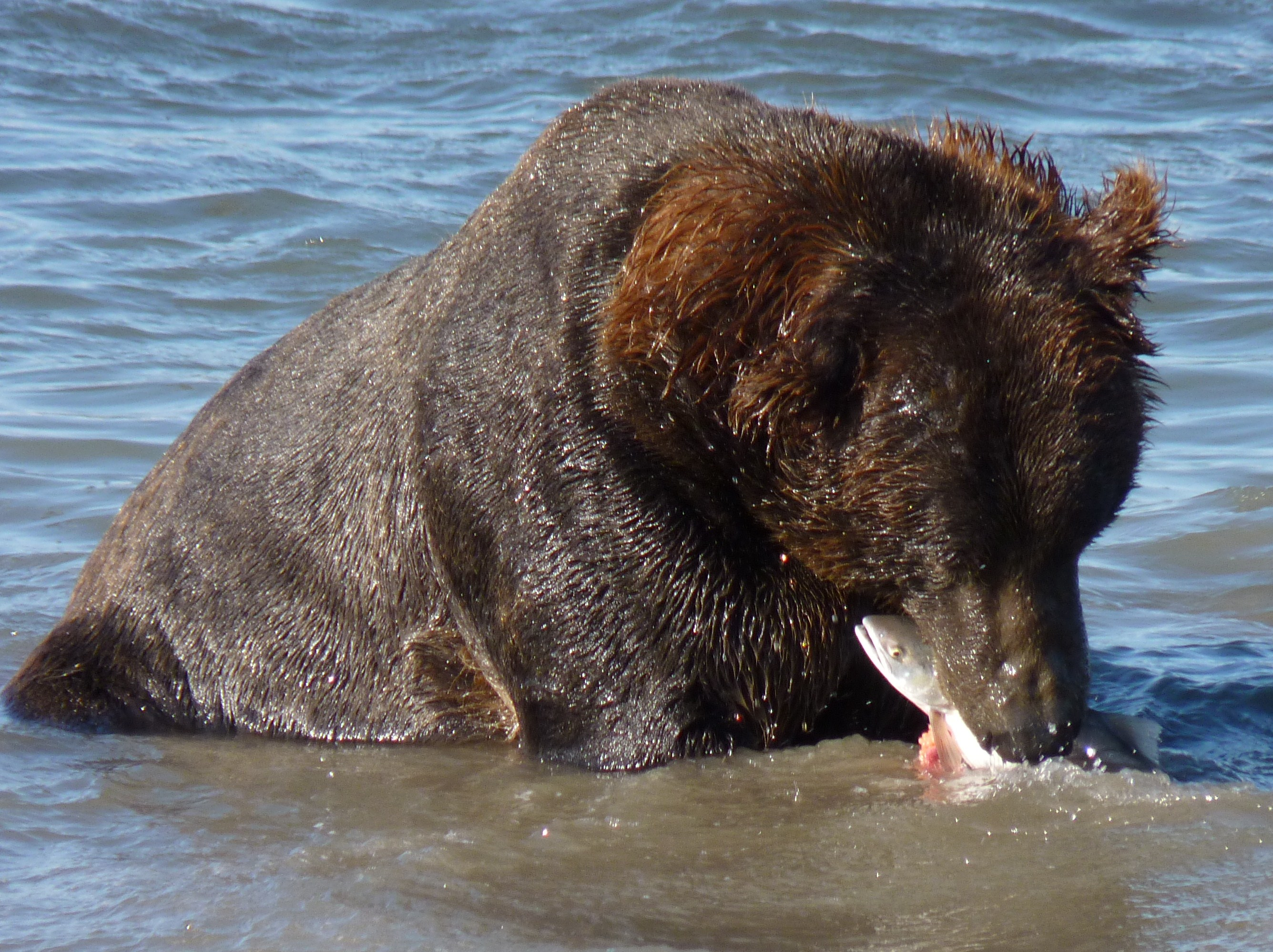
Urs brun american hrănindu-se cu pești.

Ursul buzat nu este la fel de specializat ca ursul polar sau panda, și-a pierdut câțiva dinți din față care se găsesc la ceilalți urși și și-a dezvoltat o limbă lungă pentru a se hrăni cu furnici, termite și alte insecte care au locuința în tuneluri sub pământ. În anumite perioade ale anului, aceste insecte pot reprezenta 90% din dieta lor. Unii indivizi devin dependenți de dulciurile din gunoiul din orașele unde se generează deșeuri legate de turism pe tot parcursul anului. Unele specii pot ataca cuiburile viespilor și albinelor pentru miere și insecte imature, în ciuda înțepăturilor. Ursul malaez își folosește limba lungă pentru a linge atât insectele, cât și mierea. Peștii sunt o sursă importantă de hrană pentru unele specii, iar urșii bruni, în special, se adună în număr mare la cursele cu somoni. De obicei, un urs se cufundă în apă și prinde un pește cu fălcile sau cu labele din față. Părțile preferate de mâncat sunt creierul și ouăle. Uneori sapă după mamiferele mici, cum ar fi rozătoarele.

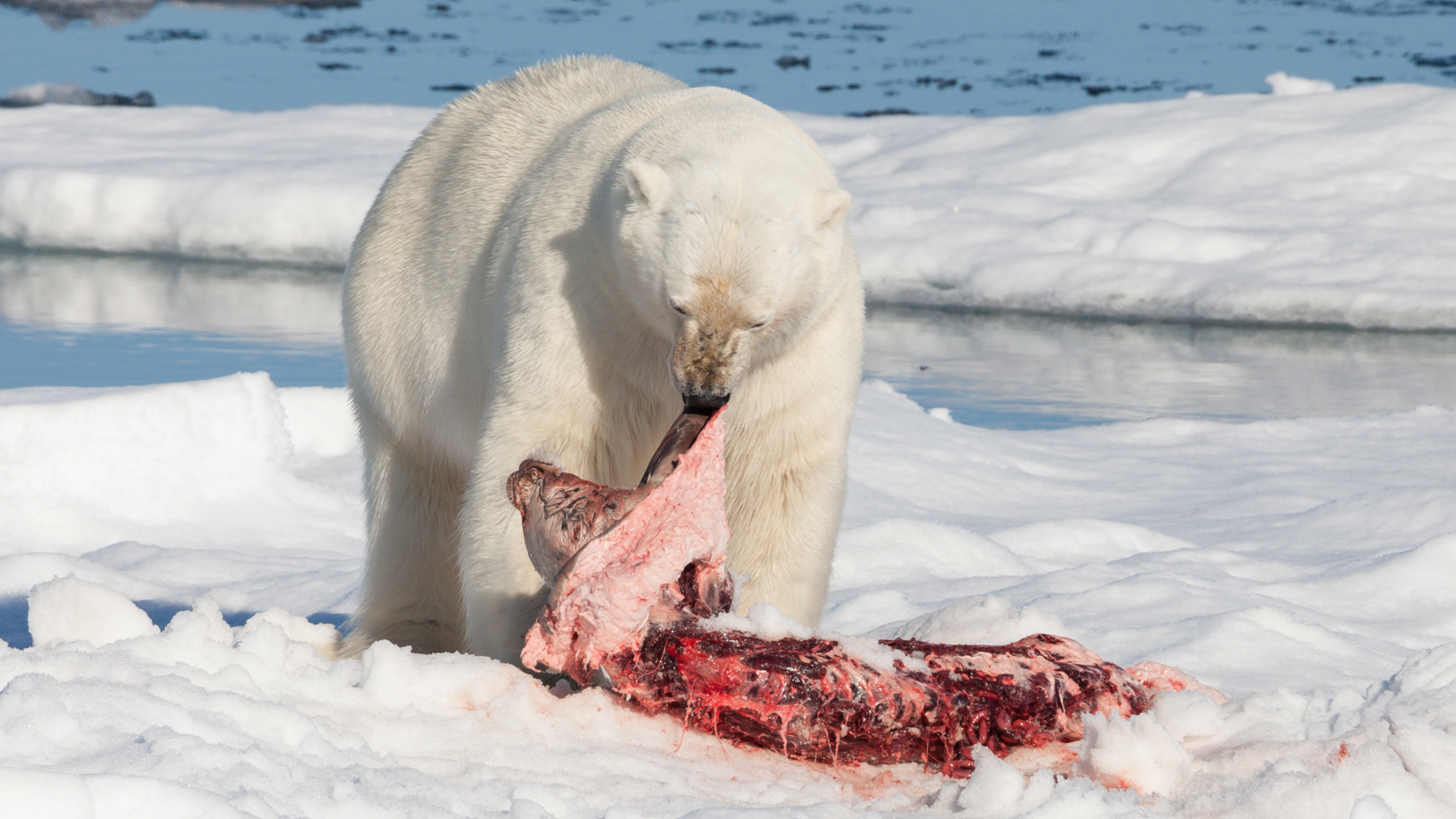
Urs polar hrănindu-se cu o focă pe un banc de gheață la nord de Svalbard, Norvegia. Este cea mai carnivoră specie de urs.

Ursul brun și ambele specii de urși negri prind uneori copitate mari, cum ar fi căprioare și bovide, mai ales tinere și firave. Aceste animale pot fi prinse printr-o scurtă goană și ambuscadă. Ursul polar își folosește excelentul simț al mirosului pentru a localiza o gaură prin care focile ies să respire și se ghemuiește în apropiere, așteptând ore întregi ca foca să apară. Ei mănâncă în primul rând grăsimea foarte digerabilă. Mamiferele mari sunt de obicei ucise printr-o mușcătură în cap sau gât sau (în cazul tinerilor) pur și simplu doborâtă și mutilată. Comportamentul prădător la urși este de obicei predat puilor de către mamă.
Urșii sunt cleptoparaziți prolifici, furând depozitele de hrană de la rozătoare și carcasele de la alți prădători. Pentru speciile care hibernează, creșterea în greutate este importantă deoarece ele nu se mai hrănesc în timpul repausului de iarnă. Un urs brun poate mânca 41 kg de hrană și poate câștiga 2-3 kg de grăsime pe zi înainte de a intra în bârlog.

### Comunicare

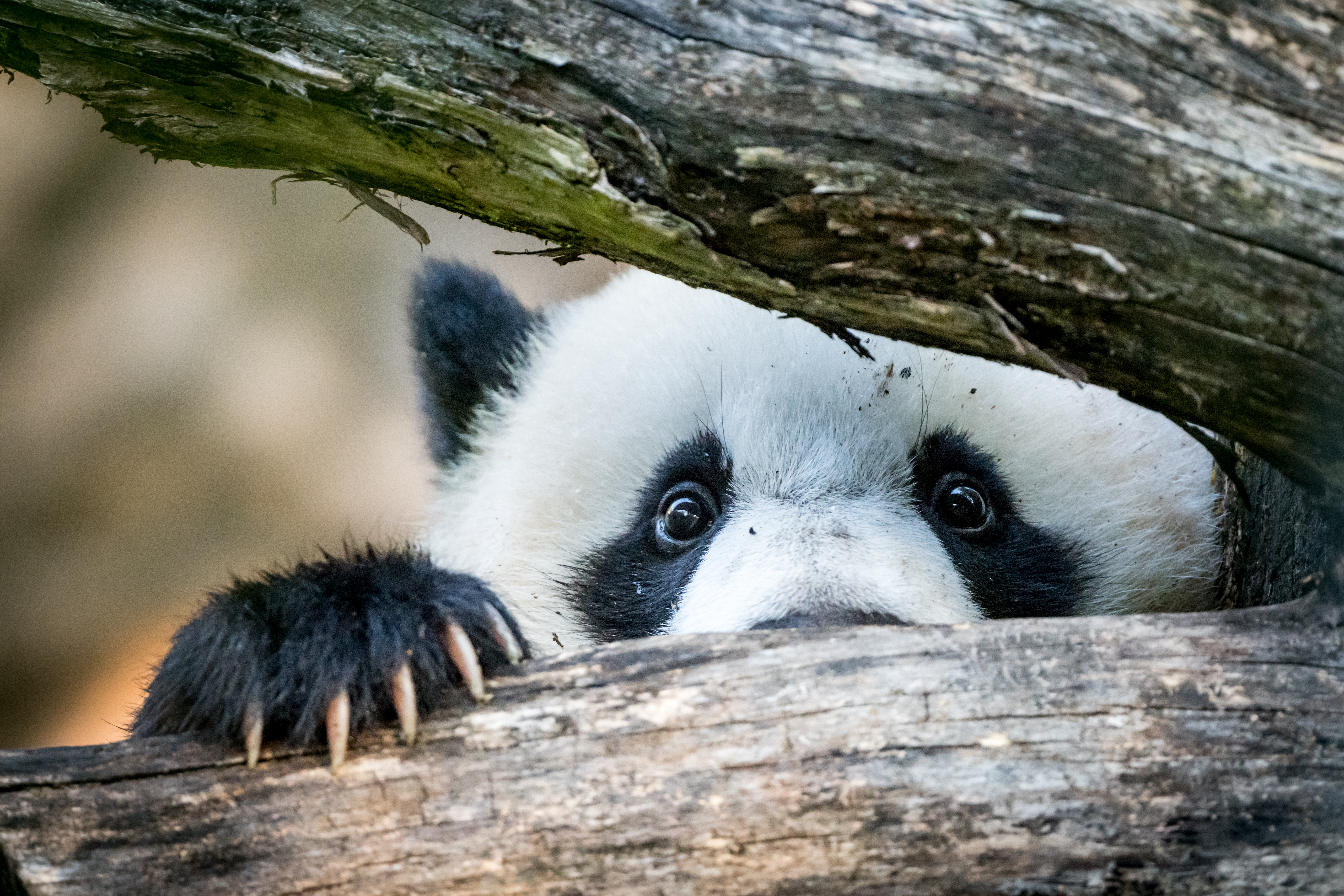
Pui de urs panda

Urșii produc o serie de sunete vocale și non-vocale. Mormăitul, pufăitul, se fac în situații cordiale, cum ar fi între mame și pui sau cuplurile care se curtează, în timp ce bufnitul, pufnitul sau suflarea aerului se fac atunci când un individ este stresat. Sunetele de avertizare includ plescăituri, în timp ce zgomote din dinți, mârâiturile, răgetul sunt emise în întâlnirile agresive. Puii, atunci când sunt în primejdie, scâncesc, sau țipă sau strigă și pot mormăi ca un motor când sunt confortabil sau sunt alăptați.
Urșii comunică uneori cu afișări vizuale, cum ar fi stând în picioare, ceea ce exagerează dimensiunea individului. Privirea este un act agresiv, iar semnele faciale ale urșilor cu ochelari și ale urșilor panda pot ajuta la atragerea atenției asupra ochilor în timpul întâlnirilor agresive. Indivizii se pot apropia unul de celălalt mergând cu picioarele înțepenite, cu capul în jos. Dominanța între urși se afirmă prin realizarea unei orientări frontale, arătând canini, răsucirea botului și întinderea gâtului. Un subordonat poate răspunde cu o orientare laterală, întorcându-se și lasând capul în jos și stând sau întinzându-se.

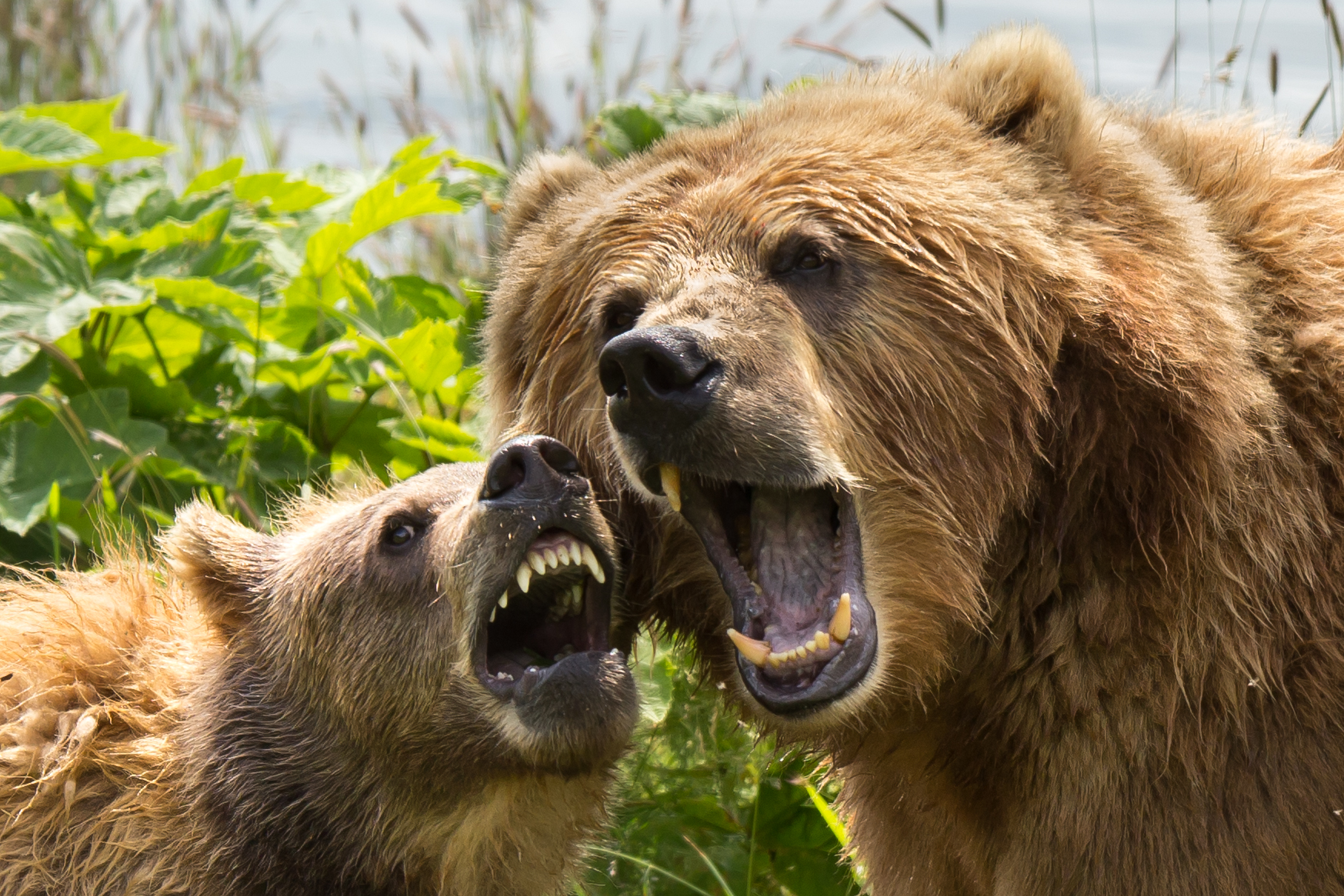
Puiul imită zgomotele emise de ursoaică.

Urșii pot marca teritoriul frecându-se de copaci și alte obiecte care pot servi la răspândirea mirosului lor. Acest lucru este de obicei însoțit de zgârâierea cu ghearele și mușcarea obiectului. Scoarța poate fi îndepărtată pentru a atrage atenția asupra stâlpului de marcare. Se știe că ursul panda marchează obiectele cu urină și o substanță cerată din glandele lor anale. Urșii polari își lasă în urmă mirosul pe urmele lor, ceea ce le permite indivizilor să se urmărească unii pe alții în vastul pustiu arctic.

### Reproducere și dezvoltare

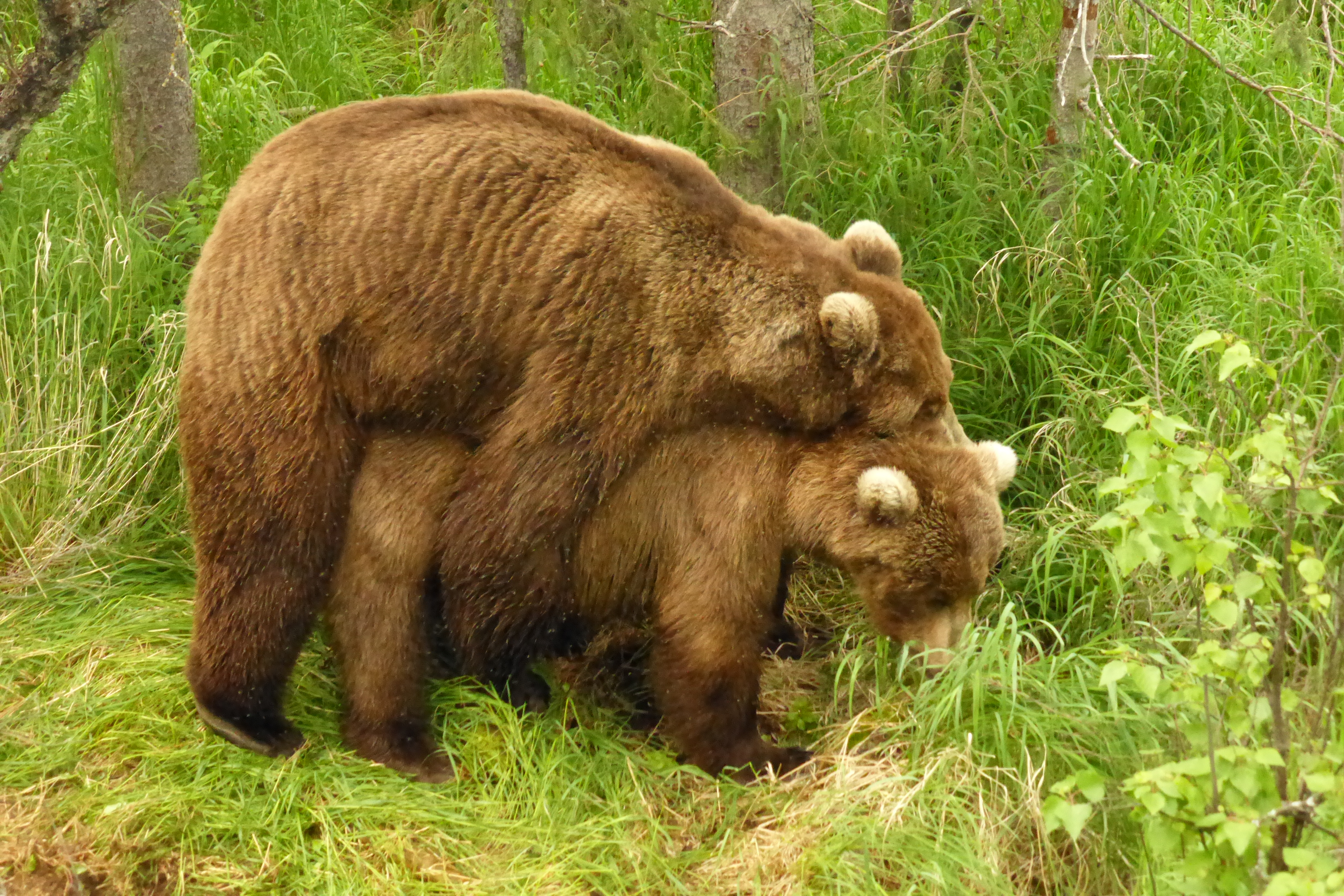
Cuplu de urși reproducându-se

Sistemul de împerechere al urșilor a fost descris în mod diferit ca o formă de poliginie, promiscuitate și monogamie în serie. În timpul sezonului de reproducere, masculii iau în seamă femelele din vecinătatea lor, iar femelele devin mai tolerante cu masculii. Un urs mascul poate vizita o femelă continuu pe o perioada de cateva zile sau săptămâni, în funcție de specie, pentru a-și testa starea reproductivă. În această perioadă de timp, masculii încearcă să împiedice rivalii să interacționeze cu partenera lor. Curtarea poate fi scurtă, deși la unele specii asiatice, perechile se pot angaja în lupte, îmbrățișări, lupte simulate și vocalize. Ovulația este indusă prin împerechere, care poate dura până la 30 de minute în funcție de specie.

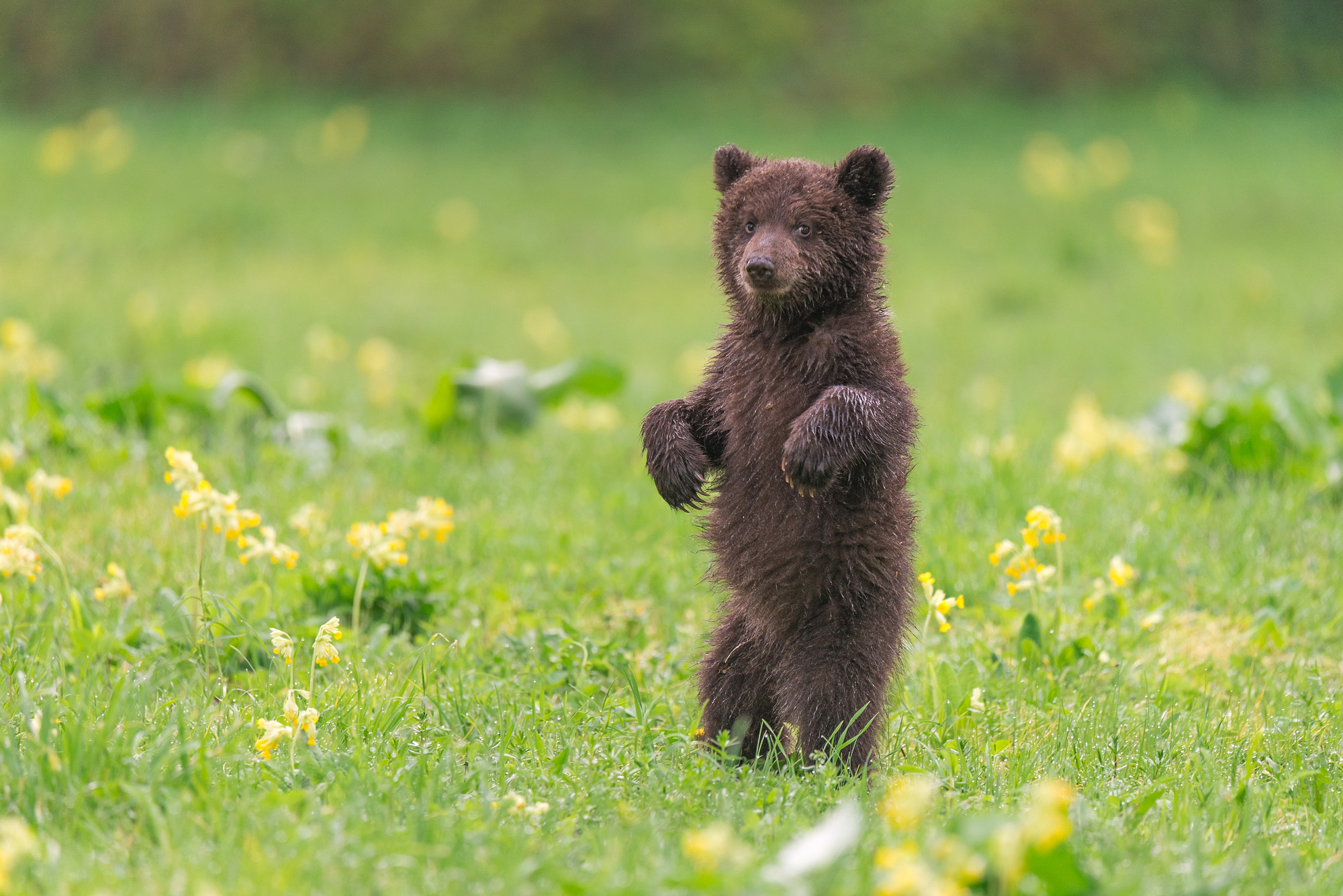
Pui de urs brun, Parcul Naional Baschiria, Rusia

Sarcina durează în mod obișnuit 6-9 luni, iar numărul puiilor de până la patru. Panda pot da naștere la gemeni, dar ei pot alăpta doar un pui, iar celălalt este lăsat să moară. La speciile din nord, nașterea are loc în timpul repausului de iarnă. Puii se nasc orbi și neputincioși cu cel mult un strat subțire de păr, bazându-se pe mama lor pentru căldură. Laptele femelei de urs este bogat în grăsimi și anticorpi, iar puii sunt alăptați până la un an după naștere. La 2-3 luni, puii își pot urma mama în afara bârlogului. Urșii masculi nu joacă nici un rol în creșterea puilor. Infanticidul, în care un mascul adult ucide puii altuia, a fost înregistrat la urși polari, urși bruni și urși negri americani, dar nu și la alte specii. Masculii ucid puii pentru a aduce femela la estru. Puii fug iar mama îi apără chiar și cu prețul vieții.
La unele specii, puii pot deveni independenți în jurul primăverii următoare, deși unii pot rămâne până când femela se împerechează din nou cu succes. Urșii ating maturitatea sexuală la scurt timp după ce părăsește familia; la aproximativ 3–6 ani în funcție de specie. Masculii de urși bruni și polari din Alaska pot continua să crească până la vârsta de 11 ani. Durata de viață poate varia, de asemenea, între specii. Ursul brun poate trăi în medie 25 de ani.

### Hibernare
Urșii din regiunile nordice, inclusiv ursul negru american și ursul grizzly, hibernează iarna. În timpul hibernării, metabolismul ursului încetinește, temperatura corpului său scade ușor, iar ritmul cardiac încetinește de la o valoare normală de 55 la doar 9 bătăi pe minut. În mod normal, urșii nu se trezesc în timpul hibernării și pot trece toată perioada fără să mănânce, să bea, să urineze sau să își facă nevoile. Un dop fecal se formează în colon și este expulzat când ursul se trezește primăvara. Dacă au stocat suficientă grăsime corporală, mușchii lor rămân în stare bună. Femelele de urs nasc în timpul perioadei de hibernare și sunt trezite atunci când fac acest lucru.

### Prădători, paraziți și agenți patogeni

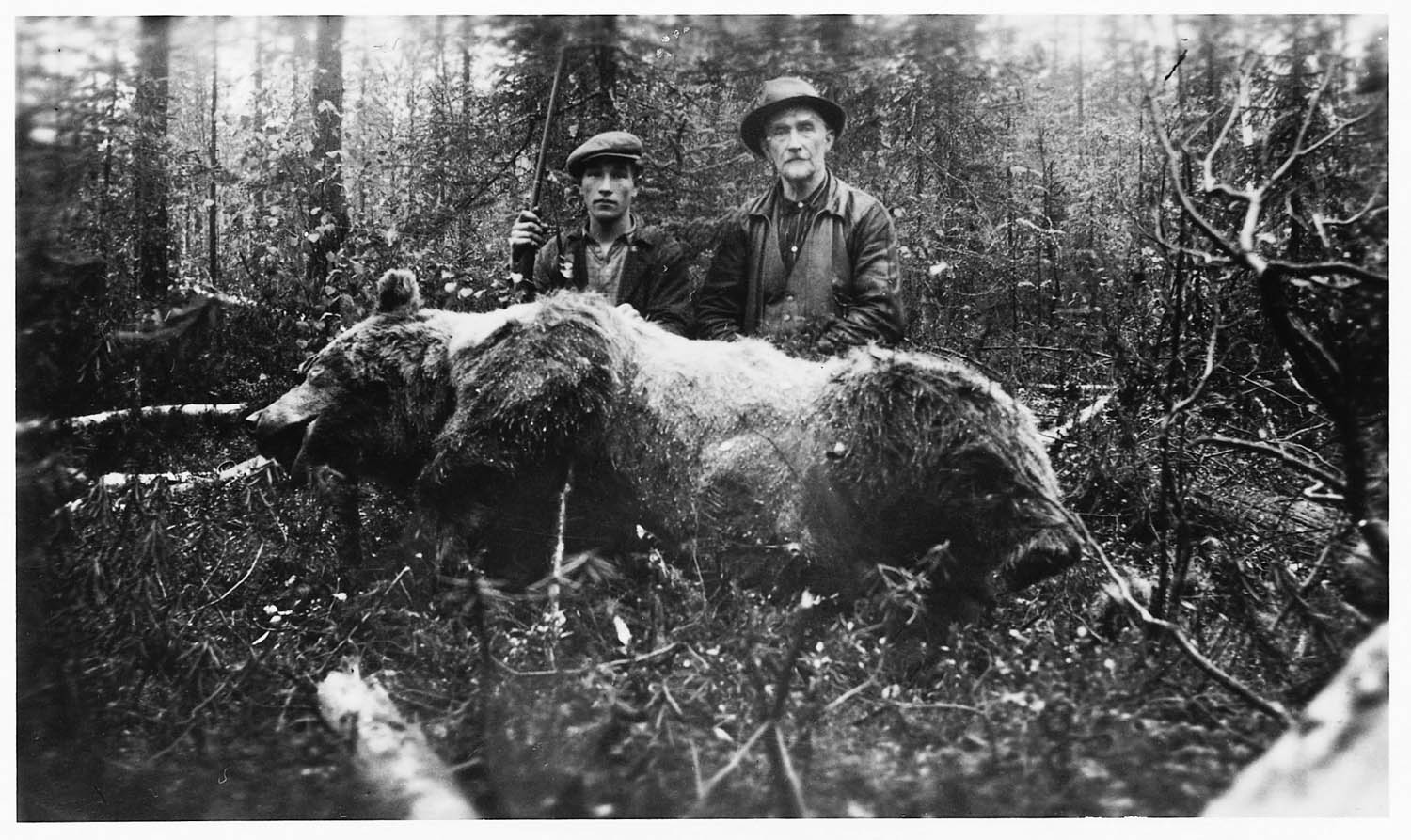
Vânători de urși în Suedia, la începutul secolului XX.

Urșii nu au mulți prădători. Cel mai important dintre aceștia este omul, care de când a început să cultive câmpurile, a intrat din ce în ce mai mult în conflict cu aceste animale care au năvălit în recolte. De la inventarea armelor de foc, oamenii au putut să omoare urșii cu mai multă ușurință. Felidele precum tigrul pot, de asemenea, să reprezinte o amenințare pentru urși, în special pentru pui, care pot fi amenințați și de canide.
Urșii sunt parazitați de optzeci de specii de paraziți, inclusiv protozoare unicelulare și viermi gastrointestinali, precum și viermi rotunzi și viermi plați localizați în inimă, ficat, plămâni și sânge. În exterior au căpușe, purici și păduchi. Un studiu al urșilor negri americani a găsit șaptesprezece specii de endoparaziți, inclusiv protozoarul Sarcocystis, viermele parazit Diphyllobothrium mansonoides și viermii rotunzi Dirofilaria immitis, Capillaria aerophila, sp. Physaloptera, sp. Strongyloides și alții. Dintre aceștia, D. mansonoides și C. aerophila provocau simptome patologice. În schimb, urșii polari au puțini paraziți; multe specii parazite au nevoie de o gazdă secundară, de obicei terestră, iar stilul de viață al ursului polar este de așa natură încât există puține gazde alternative în mediul lor. Cu toate acestea Toxoplasma gondii a fost găsit la urșii polari, iar viermele Trichinella nativa poate provoca o infecție gravă și degradare la urșii polari mai în vârstă. Urșii din America de Nord sunt uneori infectați cu un Morbillivirus asemănător cu virusul bolii canine. De asemenea, sunt susceptibili la hepatita infecțioasă canină (CAV-1) și urșii negri din sălbăticie cedează rapid la encefalită și hepatită.

## Relația cu omul

### Conservare

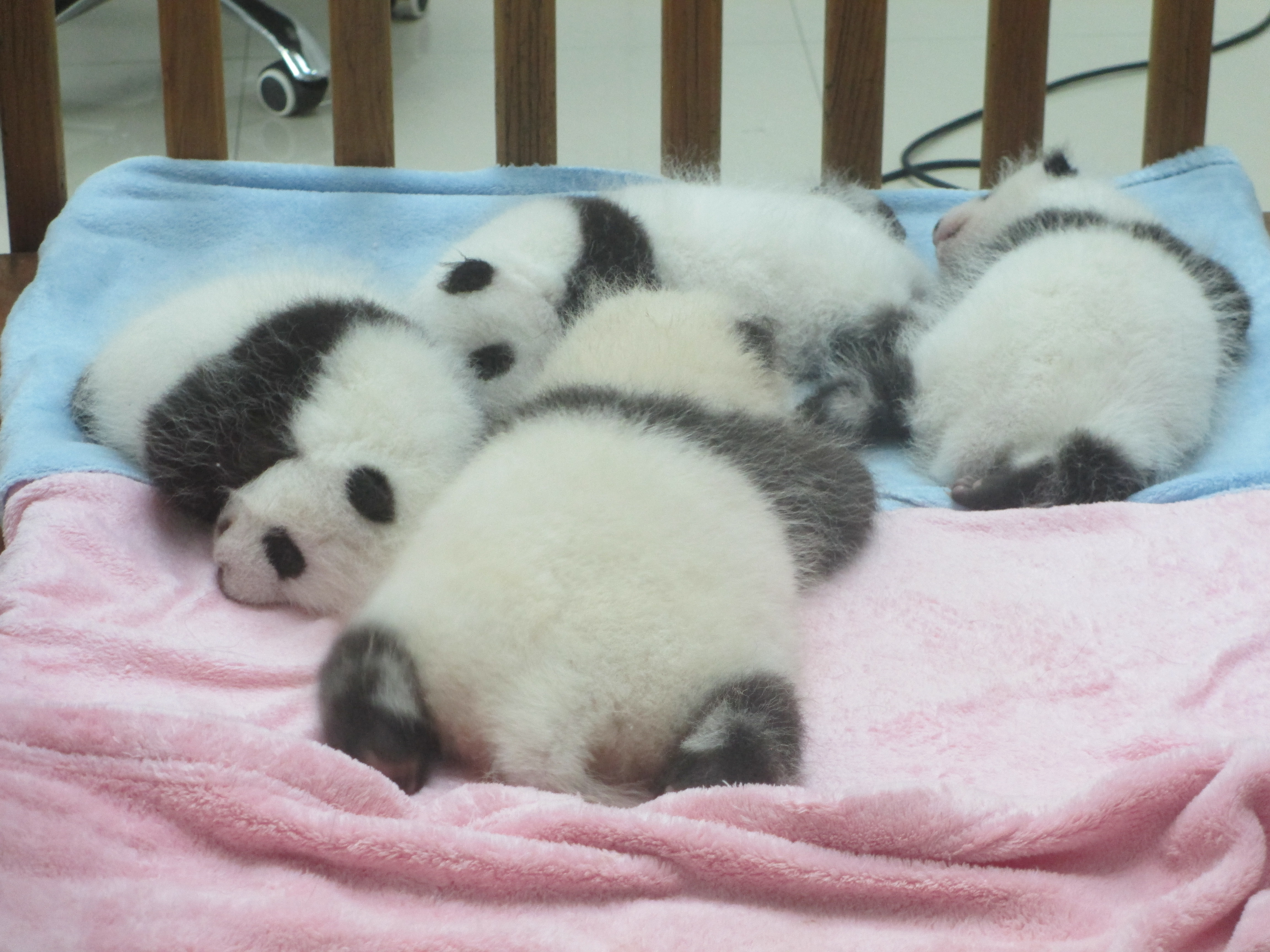
Pui de panda la Baza de cercetare a reproducerii panda din Chengdu

În vremurile moderne, urșii au fost supuși unei presiuni din cauza invadării habitatelor lor și a comerțului ilegal cu părți ale corpului lor, inclusiv piața asiatică a urșilor, deși vânătoarea este acum interzisă. Uniunea Internațională pentru Conservarea Naturii (IUCN) enumeră șase specii de urși ca fiind vulnerabile; chiar și cele două specii neamenințate cu dispariția, ursul brun și ursul negru american, sunt expuse riscului de dispariție în anumite zone. În general, aceste două specii locuiesc în zone îndepărtate, cu o interacțiune redusă cu oamenii, iar principalele cauze non-naturale ale mortalității sunt vânătoarea, capcanele și uciderea rutieră.
În multe zone ale lumii au fost adoptate legi pentru a proteja urșii de distrugerea habitatului. Percepția publică asupra urșilor este adesea pozitivă, deoarece oamenii se identifică cu urșii datorită dietei lor omnivore, abilității lor de a sta pe două picioare și importanței lor simbolice. Sprijinul pentru protecția urșilor este larg răspândit, cel puțin în societățile mai bogate. Ursul panda a devenit un simbol mondial al conservării. Sanctuarele de panda din Sichuan, care găzduiesc aproximativ 30% din populația de panda sălbatică, au devenit Patrimoniu Mondial UNESCO în 2006. Acolo unde urșii atacă culturile sau atacă animalele, aceștia pot intra în conflict cu oamenii. În regiunile rurale mai sărace, atitudinea locuitorilor față de aceste animale poate fi influențată mai mult de pericolele prezentate de urși și de pagubele economice pe care le produc fermierilor și păstorilor.

### Atacuri

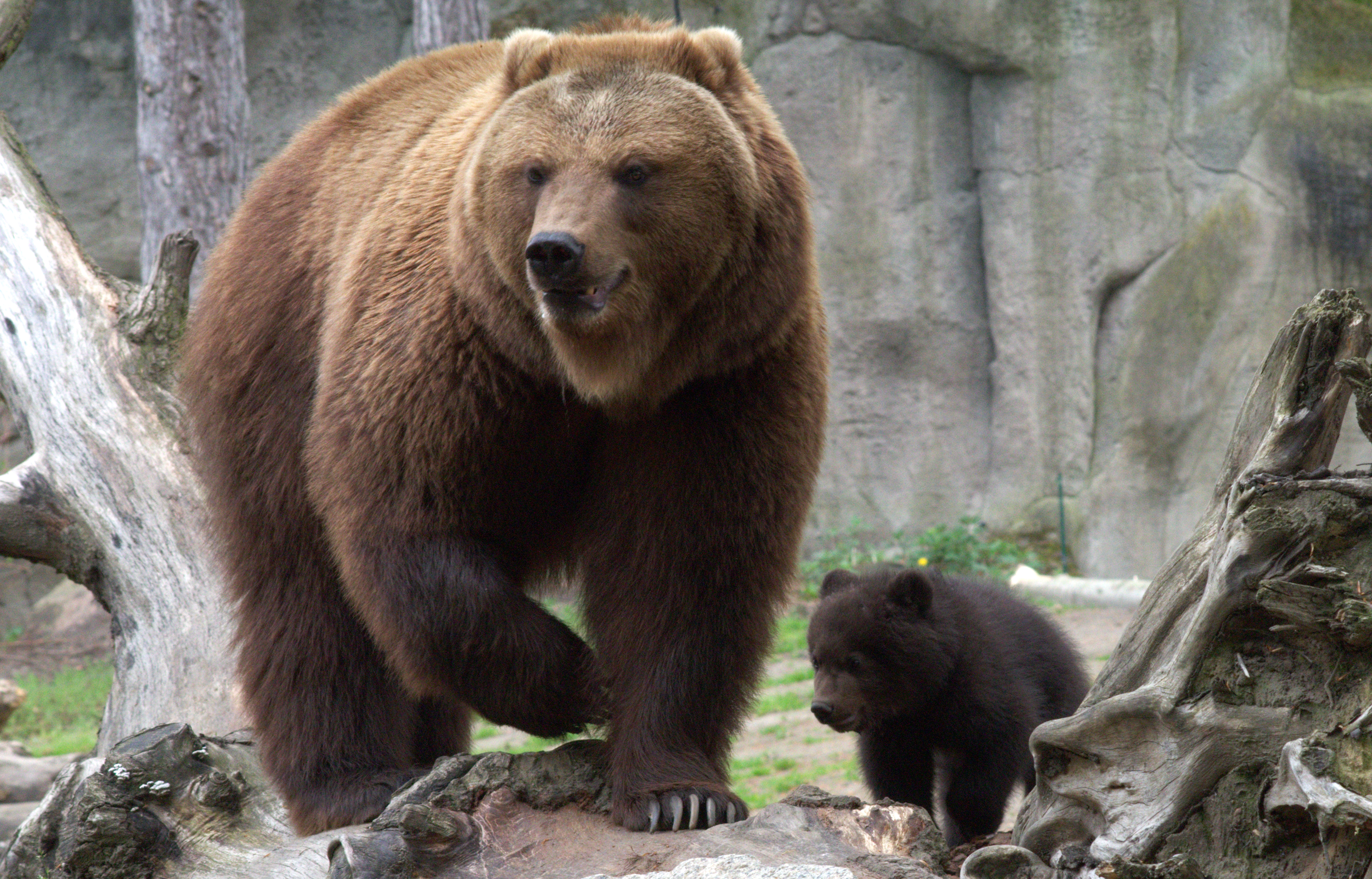
Unele atacuri de urs au loc atunci când o ursoaică simte ceea ce ea percepe ca fiind o amenințare la adresa puilor ei.

Mai multe specii de urși sunt periculoase pentru oameni, mai ales în zonele în care s-au obișnuit cu oamenii; în altă parte, ei evită în general oamenii. Atacurile urșilor sunt rare însă pot fi fatale. Urșii pot ataca oamenii ca răspuns la luarea prin surprindere, pentru apărarea puilor sau a hranei, sau chiar din motive de prădător.
Prima reacție a unui urs la întâlnirea cu un om este să fugă. Autorul american Fergus Charles enumeră câteva cauze posibile pentru această reacție instinctivă, fiecare fiind o speculație sau o teorie bazată mai mult pe intuiție decât pe dovezi fizice. Unii speculează că urșii își moștenesc natura precaută de acum mii de ani, când trebuiau să se ferească de carnivorele mai mari și mai periculoase. Unii cred că urșii au ajuns să relaționeze prezența umană cu armele de foc sau cu alte arme de care au ajuns să se teamă. Alții cred că vânătorii tind să ținteze urșii mai agresivi, lăsând astfel doar urșii mai timizi să se reproducă, creând o populație de urși mai puțin ostilă decât înainte.
Una dintre cele mai periculoase situații care duce la atacuri de urs este atunci când o ursoaică percepe o amenințare la adresa puilor ei. Ursoaicele sunt foarte protectoare cu puii, dedicându-și, fără nici o participare din partea ursului mascul, mulți ani din viața lor doar pentru a-și crește puii și a-i învăța să vâneze; de aici termenul de „mamă urs” care se referă la o mamă extrem de reactivă și protectoare, în special cele care fac asta fără ajutorul îngrijirii paterne.

### Divertisment, vânătoare, mâncare și medicină populară

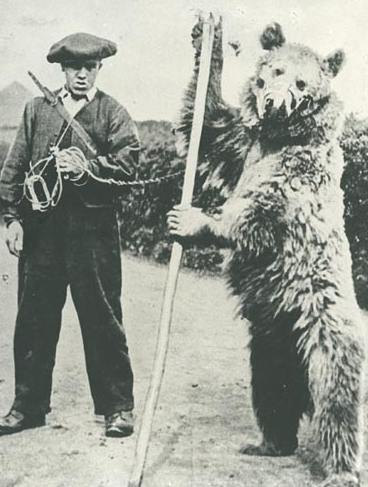
Dresor de urși, Anglia

Urșii în captivitate au fost folosiți ca sursă de divertisment de secole. În Europa au fost dresați să danseze și folosiți în luptă cel puțin din secolul al XVI-lea. La vremea respectivă, în Southwark, un cartier al Londrei, existau cinci arene în care aveau loc lupte cu urșii: rămășițele arheologice a trei dintre acestea au supraviețuit până astăzi. În toată Europă, dresorii de etnie romă de urși, numiți ursari, au trăit jucându-se și cântând cu urși încă din secolul al XII-lea.

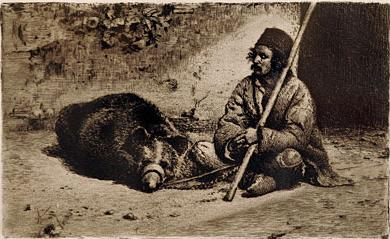
Un ursar nomad, dresor de urs. Desen de Theodor Aman, 1888

Urșii au fost vânați pentru sport, hrană și medicina populară. Carnea lor este întunecată și fibroasă, ca o bucată tare de vită. În bucătăria cantoneză, labele de urs sunt considerate o delicatesă. Carnea de urs ar trebui să fie gătită bine, deoarece poate fi infectată cu parazitul Trichinella spiralis.
Popoarele din Asia de Est folosesc părțile și secrețiile corpului urșilor (în special vezica biliară și bila) ca parte a medicinei tradiționale chineze. Se crede că peste 12.000 de urși sunt ținuți în ferme din China, Vietnam și Coreea de Sud pentru producția de bilă. Comerțul cu produse de urs este interzis în temeiul CITES, dar bila de urs a fost detectată în șampoane, vin și medicamente pe bază de plante vândute în Canada, Statele Unite și Australia.